# Papa João Paulo II
João Paulo II ou São João Paulo II, Magno (em polonês/polaco: Jan Paweł II; em latim: Ioannes Paulus II), nascido Karol Józef Wojtyła; (Wadowice, 18 de maio de 1920 – Vaticano, 2 de abril de 2005) foi o Papa da Igreja Católica, Bispo de Roma e Soberano da Cidade do Vaticano de 16 de outubro de 1978 até a data de sua morte. Teve o terceiro pontificado mais longo da história, durando 26 anos, 5 meses e 17 dias, depois dos papas São Pedro, cujo pontificado durou cerca de 37 anos, e Pio IX, que pontificou por 31 anos. Foi o único Papa eslavo e polaco e o primeiro Papa não italiano desde o neerlandês Adriano VI, em 1522.
João Paulo II foi aclamado como um dos líderes mais influentes do século XX. Teve um papel fundamental para o fim do regime comunista na Polônia e talvez em toda a Europa, bem como significante na melhoria das relações da Igreja Católica com o judaísmo, Islã, Igreja Ortodoxa, religiões orientais e a Comunhão Anglicana. Apesar de ter sido criticado pela sua oposição à contraceção e a ordenação de mulheres, bem como o apoio ao Concílio Vaticano II e a sua reforma das missas, e pela forma como lidou com o abuso sexual de menores no seio da Igreja, também foi considerado um dos papas mais destacados dos tempos modernos.
Foi um dos líderes que mais viajaram na história, tendo visitado 129 países durante o seu pontificado. Sabia expressar-se em italiano, francês, alemão, inglês, espanhol, português, ucraniano, russo, servo-croata, esperanto, grego clássico e latim, além do polaco, sua língua materna. Como parte da sua ênfase especial na vocação universal à santidade, beatificou 1 345 pessoas e canonizou 483 santos, quantidade maior que a de todos os seus predecessores juntos, em cinco séculos. Em 2 de abril de 2005 morreu devido à sua saúde débil e ao agravamento da doença de Parkinson. Em 19 de dezembro de 2009, João Paulo II foi proclamado "Venerável" pelo seu sucessor papal, o Papa Bento XVI, e proclamado Beato em 1 de maio de 2011, também por Bento XVI, na Praça de São Pedro, no Vaticano. Em 27 de abril de 2014, numa cerimónia inédita presidida pelo Papa Francisco e com a presença do Papa Emérito Bento XVI, foi declarado Santo, juntamente com o Papa João XXIII. A sua festa litúrgica é celebrada no dia 22 de outubro.

## Início de vida

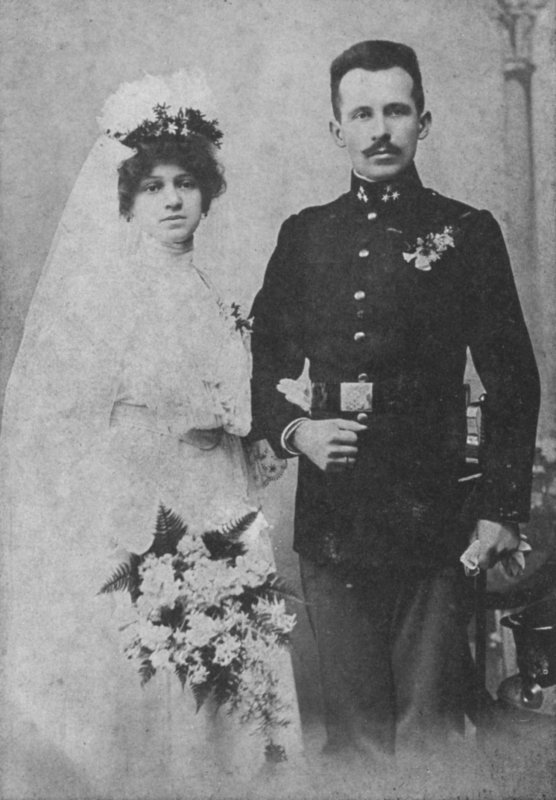
Emilia e Karol Wojtyła, pais de São João Paulo II

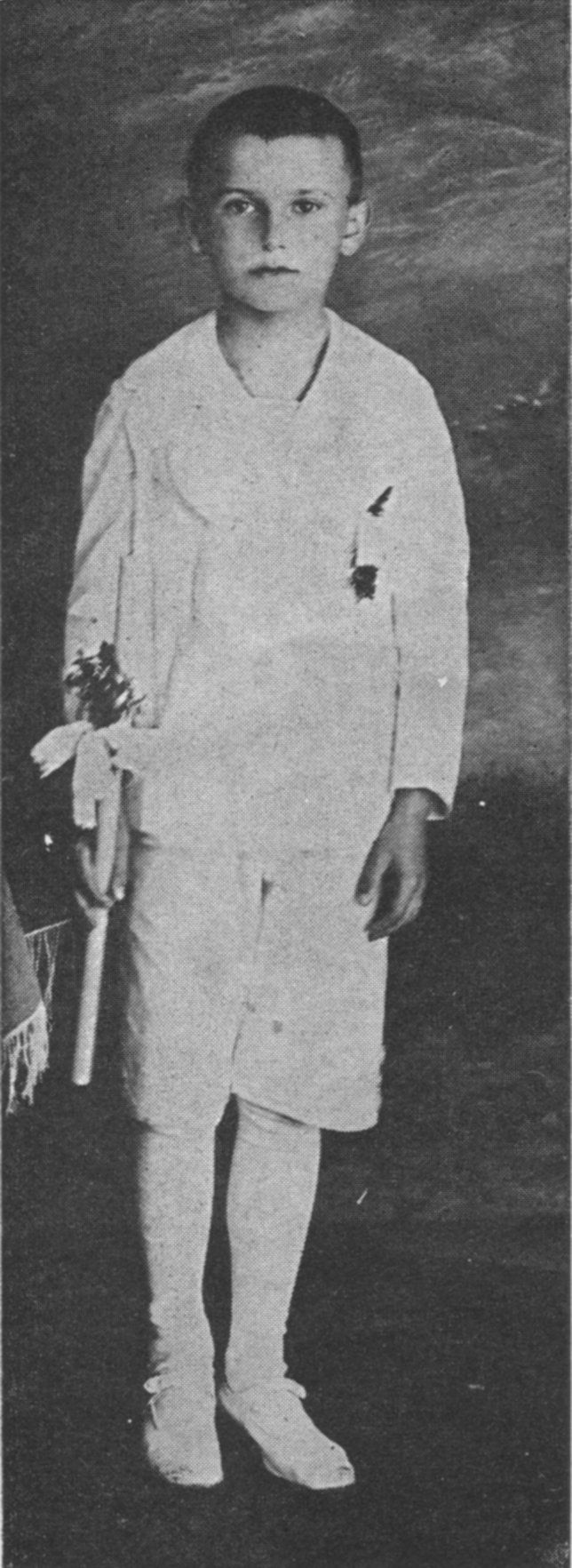
Karol Wojtyła em sua primeira comunhão

Karol Józef Wojtyła ( pronunciação polaca ? · ficheiro) nasceu em Wadowice, uma pequena localidade no sul da Polónia, a cinquenta quilómetros de Cracóvia; o mais novo dos três filhos de Karol Wojtyła, um polonês e de Emilia Kaczorowska, que é descrita como tendo ascendência lituana e, possivelmente, ucraniana. Emília morreu em 13 de abril de 1929, aos 45 anos, quando Karol tinha 8 anos de idade. Sua irmã mais velha, Olga, já tinha morrido antes de seu nascimento e ele ficou muito próximo de seu irmão Edmund, que era 14 anos mais velho e era chamado de Mundek. O seu trabalho como médico eventualmente o levaria à morte por escarlatina, o que deixou Karol muito abalado.
Ainda garoto, Karol demonstrou interesse pelos esportes, geralmente jogando futebol na posição de goleiro. Durante a sua adolescência teve contato com a grande comunidade judaica de Wadowice, com os jogos de futebol disputados entre os times de judeus e católicos, tendo Wojtyła muitas vezes jogando ao lado dos judeus.
Em meados de 1938, Karol e seu pai deixaram Wadowice e se mudaram para Cracóvia, onde ele se matriculou na Universidade Jaguelônica. Enquanto dedicava-se ao estudo de tópicos como filologia e diversas línguas na universidade, Karol também se prontificou como voluntário na biblioteca, além de ter sido forçado a participar no alistamento obrigatório, servindo na chamada "Legião Acadêmica". Contudo, recusou-se a atirar. Ele ainda participou de diversos grupos teatrais, atuando principalmente como dramaturgo. Foi nesta época que o seu talento para as línguas floresceu, aprendendo doze idiomas diferentes, nove dos quais ele usaria extensivamente no futuro como papa.
Em 1939, as forças de ocupação da Alemanha Nazista fecharam a Universidade Jaguelônica, após a invasão da Polônia, no início da Segunda Guerra Mundial. Todos os homens capazes foram obrigados a trabalhar e assim, de 1940 até 1944, Karol laborou em empregos tão diversos como mensageiro para um restaurante, operário numa mina de calcário e para a indústria química Solvay, levando-se em conta que a empresa produzia soda cáustica, particularmente importante no período da guerra, Wojtyła recebeu um documento de identidade que o poupou, tudo isso para evitar ser deportado para a Alemanha ou ao longo da frente oriental para realizar trabalhos forçados. Yallop 2007, p. 21 Seu pai, um suboficial no Exército da Polônia, morreu de ataque cardíaco em 1941, deixando Karol como o último sobrevivente de seu grupo familiar imediato. "Eu não estive presente na morte de minha mãe, nem na do meu irmão e nem na do meu pai", ele disse, refletindo sobre esta época de sua vida, quase quarenta anos depois, "Aos vinte, eu já tinha perdido todos os que amava".
Após a morte de seu pai, começou a considerar seriamente a ideia do sacerdócio. Em outubro de 1942 bateu às portas do palácio arcebispal de Cracóvia e pediu para estudar. Logo em seguida começou a ter aulas no seminário clandestino, comandado pelo arcebispo de Cracóvia, Adam Stefan Sapieha.
Em 29 de fevereiro de 1944, Karol foi atropelado por um caminhão da Wehrmacht. O oficial alemão o socorreu e o enviou para um hospital, onde Karol passou duas semanas se recuperando de uma concussão séria e um ferimento nos ombros. Para ele, o acidente e a sua sobrevivência foram a confirmação de sua vocação.
Em 6 de agosto de 1944, o chamado "Domingo Negro", a Gestapo juntou os homens de Cracóvia para evitar uma rebelião similar à anterior, ocorrida em Varsóvia. Karol escapou se escondendo no porão da casa de um tio, na rua Tyniecka, número 10, enquanto as tropas alemãs vasculhavam os andares superiores. Mais de oito mil homens e rapazes foram levados presos naquele dia, mas Karol conseguiu depois escapar para o palácio do arcebispo, onde ele permaneceria até a retirada dos alemães.
Na noite de 17 de janeiro de 1945, os alemães fugiram da cidade e os estudantes puderam retomar o então arruinado seminário. Karol e outros seminaristas ofereceram-se para limpar pilhas de imundices congeladas que se acumularam nas latrinas. Karol também ajudou uma garota judia de 14 anos chamada Edith Zierer, que tinha fugido de um campo de trabalho alemão em Częstochowa. Edith havia desmaiado na plataforma de trens e Karol a carregou e ficou com ela durante toda a viagem até Cracóvia. Ela afirma que Karol salvou-lhe a vida naquele dia. A organização judaica B'nai B'rith afirma que Karol ajudou a proteger muitos outros judeus poloneses dos nazistas, além de ter priorizado a amizade com os judeus.

## Sacerdócio
Ao terminar os estudos no seminário de Cracóvia, Karol foi ordenado padre em 1 de novembro de 1946, Dia de Todos os Santos, pelo seu protetor, o arcebispo de Cracóvia Adam Sapieha. No dia seguinte, o padre Wojtyła celebrou sua primeira missa, na Catedral de Wawel. Ele então foi estudar Teologia em Roma, na Pontifícia Universidade Santo Tomás de Aquino, onde ele conseguiu a sua licenciatura e, posteriormente, o seu primeiro doutorado em Teologia, com a tese A Doutrina da Fé segundo São João da Cruz.
Retornou para a Polônia no verão de 1948 com sua primeira tarefa pastoral na vila de Niegowić, a 24 km de Cracóvia. Chegou à vila na época da colheita e a sua primeira ação foi se ajoelhar e beijar o chão. Este gesto, que ele adaptou do santo francês Jean Marie Baptiste Vianney. tornar-se-ia sua "marca registrada" durante o seu papado.
Em março de 1949, Karol foi transferido para a paróquia de São Floriano, em Cracóvia. Ele lecionou Ética na Universidade Jaguelônica e, posteriormente, Universidade Católica de Lublin (hoje rebatizada em sua homenagem). Enquanto lecionava, juntou um grupo de aproximadamente 20 jovens à sua volta que passaram a se chamar de Rodzinka, a "pequena família". Eles se encontravam para rezar, para discutir filosofia e para ajudar os cegos e os doentes. O grupo eventualmente cresceria até ter aproximadamente 200 pessoas e suas atividades se expandiram para incluir viagens anuais para esquiar e para andar de caiaque.
Em 1954, Karol Wojtyła obteve o seu segundo doutorado, em Filosofia, com uma tese avaliando a viabilidade de uma ética católica baseada no sistema ético do fenomenologista Max Scheler. Porém, a intervenção das autoridades comunistas impediu que ele recebesse o grau até 1957.
Durante este período, Wojtyła escreveu uma série de artigos no jornal católico de Cracóvia, Tygodnik Powszechny ("Semanal Universal"), que tratava com os assuntos importantes na época para a Igreja. Ele se focou em criar uma obra literária original durante os primeiros doze anos do sacerdócio. A guerra, a vida sob o comunismo e suas responsabilidades pastorais foram inspiração para as suas peças e sua poesia. Karol publicou trabalhos se utilizando de dois pseudônimos - Andrzej Jawień e Stanisław Andrzej Gruda - para distinguir sua literatura de suas obras religiosas (que eram publicadas sob seu nome) e também para que elas fossem consideradas por seus próprios méritos. Em 1960, Karol publicou o influente livro teológico Amor e Responsabilidade, uma defesa dos ensinamentos tradicionais da Igreja sobre o amor, moralidade sexual, casamento, ética sexual, entre outros assuntos, a partir de um ponto de vista filosófico, mas baseado nos ensinamentos dos Evangelhos.

## Bispo e cardeal
“Genealogia episcopal do Papa João Paulo II”

— * ... ?
- Cardeal Scipione Rebiba (1541)
- Cardeal Giulio Antonio Santoro (1566)
- Cardeal Girolamo Bernerio, O.P. (1586)
- Arcebispo Galeazzo Sanvitale † (1604)
- Cardeal Ludovico Ludovisi † (1621)
- Cardeal Luigi Caetani † (1622)
- Cardeal Ulderico Carpegna † (1630)
- Cardeal Paluzzo Altieri † (1666)
- Papa Bento XIII, O.P. † (1675)
- Papa Bento XIV † (1724)
- Papa Clemente XIII † (1743)
- Cardeal Henrique Benedito Stuart † (1758)
- Papa Leão XII † (1794)
- Cardeal Chiarissimo Falconieri Mellini † (1826)
- Cardeal Camillo Di Pietro † (1839)
- Cardeal Mieczysław Halka Ledóchowski † (1861)
- Cardeal Jan Maurycy Pawel Puzyna de Kosielsko † (1886)
- Arcebispo Józef Bilczewski † (1901)
- Arcebispo Bolesław Twardowski † (1919)
- Arcebispo Eugeniusz Baziak † (1933)
- Papa João Paulo II (Karol Wojtyła) (1958)

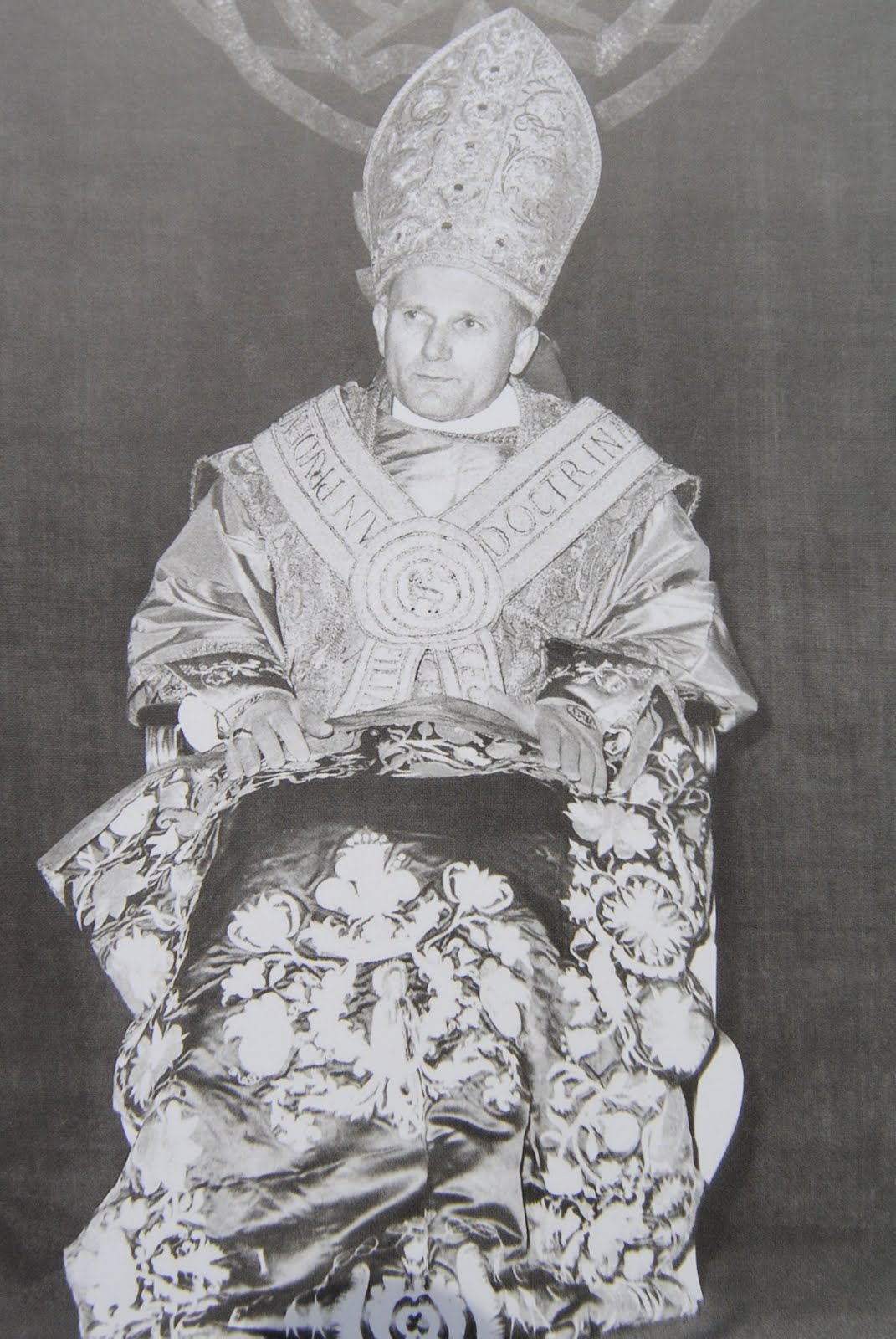
Cardeal Wojtyła, Arcebispo de Cracóvia

Em 4 de julho de 1958, enquanto Karol estava em férias, andando de caiaque nos lagos da região norte da Polônia, o papa Pio XII o elevou à posição de bispo-auxiliar de Cracóvia. Ele foi então convocado a Varsóvia para se encontrar com o primaz da Polônia, o cardeal Wyszyński, que o informou de sua nova função. Ele concordou em servir como bispo auxiliar junto ao arcebispo Eugeniusz Baziak, sendo ordenado ao episcopado (como bispo titular de Ombos) em 28 de setembro de 1958. O arcebispo Baziak foi o principal consagrador. Os então bispos auxiliares Bolesław Kominek (futuro cardeal-arcebispo de Wroclaw) e Franciszek Jop (futuro bispo de Opole) foram os principais co-consagradores. Com a idade de 38 anos, Karol se tornara o mais jovem bispo da Polônia. O arcebispo Bakiak viria a morrer em junho de 1962 e, em 16 de julho, Karol Wojtyła foi escolhido como vigário capitular (administrador temporário) da arquidiocese até que um novo arcebispo pudesse ser escolhido.
Em outubro de 1962, Karol participou do Concílio Vaticano II (1962-1965), no qual ele contribuiu com dois dos mais importantes e históricos resultados do concílio, o "Decreto sobre a Liberdade Religiosa" (em latim: Dignitatis Humanae) e a "Constituição Pastoral da Igreja no Mundo Moderno" (Gaudium et Spes). Nesse concílio Karol já dava mostras de sua abertura para com o ecumenismo, pois recusava para a Igreja "o papel de monopolizadora da moral".

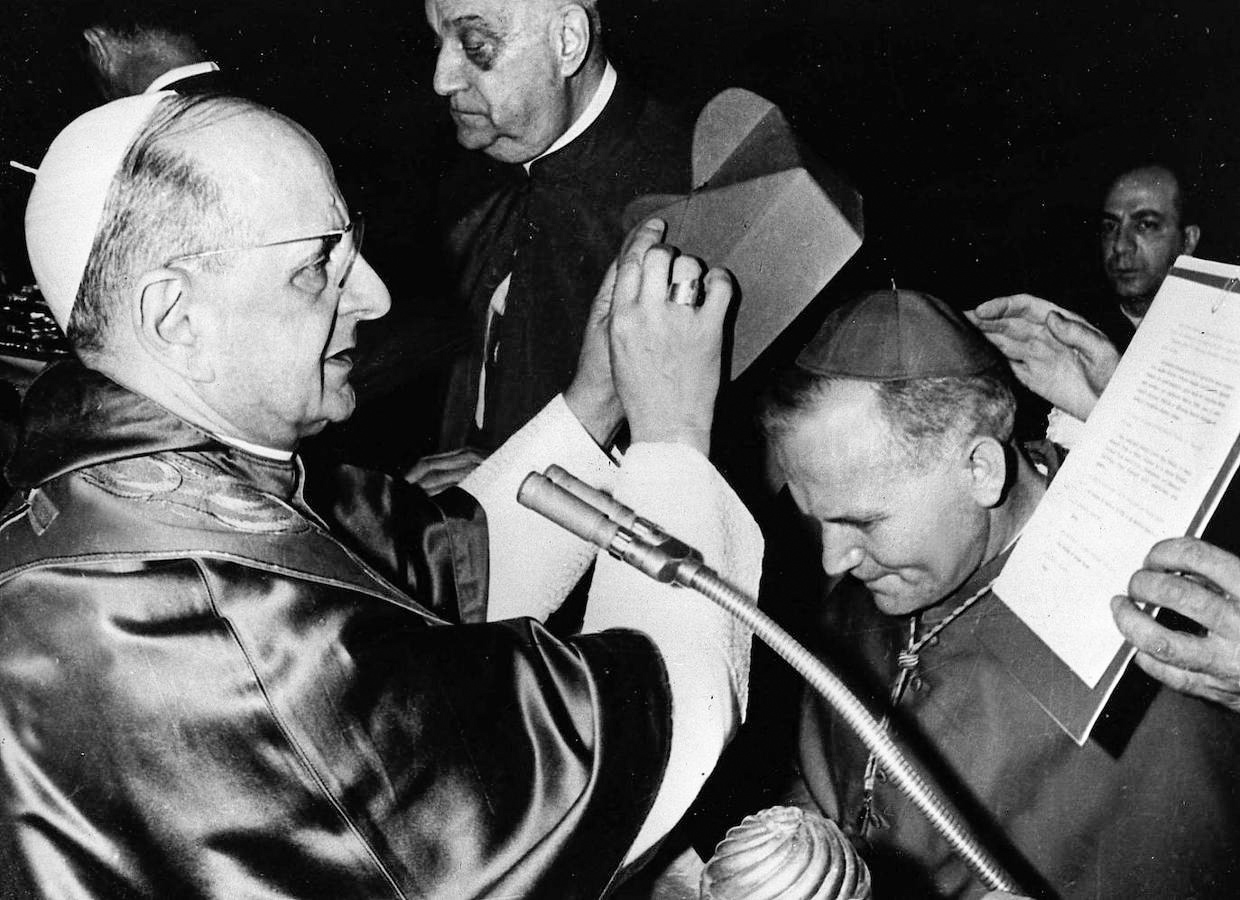
Karol Wojtyła sendo proclamado cardeal pelo papa Paulo VI em 1967

Ele também participou de todas as reuniões do Sínodo dos Bispos. Em 13 de janeiro de 1964, o papa Paulo VI o elevou a arcebispo da Cracóvia. Em 26 de junho de 1967, Paulo VI anunciou a promoção do arcebispo Karol Wojtyła ao Colégio de Cardeais. Wojtyła foi nomeado cardeal-padre do titulus de San Cesareo in Palatio.
Em 1967, ele foi importante na formulação da encíclica Humanae Vitae, que trata das mesmas questões que impedem o aborto e o controle de natalidade por meios não naturais. Até esse ano, 1967, Karol já tinha publicado mais de 300 ensaios em revistas e livros. Em 1970, de acordo com uma testemunha contemporânea, o cardeal Wojtyła foi contra a distribuição de uma carta nas redondezas de Cracóvia afirmando que o episcopado polonês estava se preparando para comemorar os cinquenta anos da Guerra Soviético-Polonesa (naquela época a Polônia estava então sob jugo soviético).
Um ano antes de ser eleito papa, Wojtyła abriu e consagrou a Igreja de Nossa Senhora Rainha da Polônia, em Nowa Huta, após mais de vinte anos de esforços contra o governo comunista polonês, que negou inúmeras vezes o pedido dos fiéis para a construção de uma igreja naquela região; inicialmente, Karol persistiu para ganhar licenças, mas que com o passar do tempo foram somando em pequenos ganhos, como a ampliação de uma capela improvisada, até que em 1977, Wojtyła consagrou a igreja. Esse templo se tornou um símbolo de luta contra o comunismo, tanto que em 1979, o governo proibiu o então papa de ir àquela igreja. Mas, quatro anos mais tarde, o papa foi até aquele lugar com mais de 300 mil apoiantes.

## Eleição para o papado

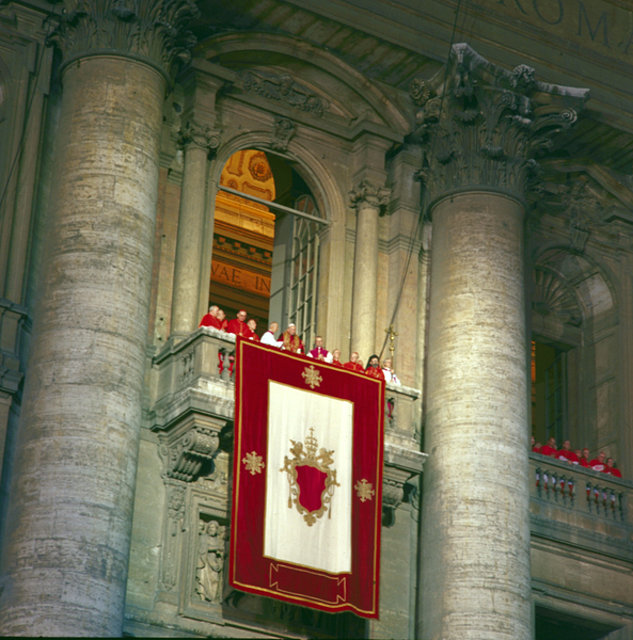
O recém-eleito Papa João Paulo II na varanda

Em agosto de 1978, após a morte do Papa Paulo VI, o Cardeal Wojtyła votou no conclave papal que elegeu Papa João Paulo I. João Paulo I morreu após somente 33 dias como Papa, precipitando assim um outro conclave.
O segundo conclave de 1978 começou em 14 de outubro, 10 dias após o funeral do papa João Paulo I. Foi dividido entre dois fortes candidatos ao papado: Cardeal Giuseppe Siri, o conservador Arcebispo de Gênova, e o liberal Arcebispo de Florença, Cardeal Giovanni Benelli, um colaborador próximo de João Paulo I.
Os defensores da Benelli estavam confiantes de que ele seria eleito, e no início da votação, Benelli estava com nove votos. Entretanto, a magnitude da oposição a ambos significava que possivelmente nenhum deles receberia os votos necessários para ser eleito, e o Cardeal Franz König, Arcebispo de Viena, individualmente sugeriu a seus colegas eleitores um candidato de compromisso: o Cardeal polonês, Karol Józef Wojtyła, que aos 58 anos foi considerado jovem pelos padrões papais. finalmente ganhou a eleição na oitava votação no segundo dia, de acordo com a imprensa italiana, com 99 votos dos 111 eleitores participantes. Em seguida, ele escolheu o nome de João Paulo II em homenagem ao seu antecessor, e a tradicional fumaça branca informou a multidão reunida na Praça de São Pedro, que um papa havia sido escolhido. Ele aceitou sua eleição com essas palavras: "Com obediência na fé em Cristo, meu Senhor, e com confiança na Mãe de Cristo e da Igreja, apesar das grandes dificuldades, eu aceito". Quando o novo pontífice apareceu na varanda, ele quebrou a tradição, dizendo à multidão reunida:
Queridos irmãos e irmãs, todos estamos ainda tristes com a morte do querido papa João Paulo I. E agora os eminentíssimos Cardeais chamaram um novo Bispo de Roma. Chamaram-no de um país distante... Distante, mas sempre muito próximo pela comunhão na fé e na tradição cristã. Tive medo ao receber esta nomeação, mas o fiz com espírito de obediência a Nosso Senhor e com a confiança total na sua Mãe, a Virgem Santíssima. Não sei se posso expressar-me bem na vossa... na nossa língua italiana. Se eu cometer um erro, por favor ‘Corrijam’ [sic] me...

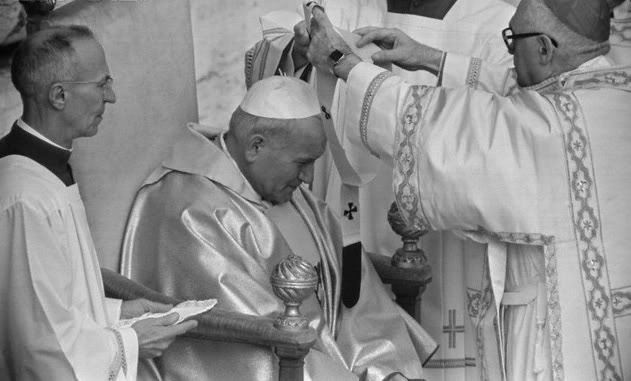
Imposição do pálio pontifício a João Paulo II durante a sua investidura em 1978

Wojtyła tornou-se o 264 º papa de acordo com a ordem cronológica lista dos Papas e o primeiro papa não italiano em 455 anos. Com apenas 58 anos de idade, ele foi o mais jovem papa eleito desde Pio IX, em 1846, que tinha 54 anos. Assim como seu antecessor imediato, João Paulo II dispensou a tradicional coroação papal e, em vez disso, recebeu a investidura eclesiástica que simplificou a cerimônia de posse papal, em 23 de outubro de 1978. Durante a sua posse, quando os cardeais estavam a ajoelhar-se diante dele para tomar seus votos e beijar o Anel do Pescador, ele levantou-se quando o prelado polonês, Cardeal Stefan Wyszyński, ajoelhou-se, interrompeu-o e deu-lhe um abraço.

## Brasão e lema

Brasão pontifício de João Paulo II

O brasão de João Paulo II foi criado por Bruno Bernard Heim. Wojtyła solicitou para Heim que seu brasão incluísse uma grande letra M, para significar sua devoção a Maria, Heim disse a ele que letras únicas não eram normalmente permitidas em desenhos heráldicos. O papa insistiu. Heim fez mais algumas pesquisas e encontrou uma tradição da heráldica polonesa que incorporava letras. O M foi incluído para satisfação do novo papa.
O brasão é descrito como contendo um escudo eclesiástico. Campo de azul, com uma cruz latina de jalde adestrada acompanhada de uma letra M do mesmo, no cantão sinistro da ponta. O escudo está assente em tarja branca. O conjunto pousado sobre duas chaves decussadas, a primeira de jalde e a segunda de argente, atadas por um cordão de goles, com os seus pingentes. Timbre: a tiara papal de argente com três coroas de jalde. Sob o escudo, um listel de blau com o mote: "TOTVS TVVS", em letras de jalde. Quando são postos suportes, estes são dois anjos de carnação, sustentando cada um, na mão livre, uma cruz trevolada tripla, de jalde.
A interpretação do escudo obedece às regras heráldicas para os eclesiásticos. O campo de blau representa o firmamento celeste e ainda o manto de Nossa Senhora, sendo que este esmalte significa: justiça, serenidade, fortaleza, boa fama e nobreza. A cruz é o instrumento da salvação de todos os homens e representa Jesus Cristo e, sendo de jalde (ouro), simboliza: nobreza, autoridade, premência, generosidade, ardor e descortino. A letra M representa a Virgem Maria, que segundo a doutrina católica seria a principal intercessora do gênero humano, e esteve todo o tempo junto à cruz de seu Filho (João 19:25-27), sendo de jalde (ouro), tem o significado já descrito deste metal. Os elementos externos do brasão expressam a jurisdição suprema do papa. As duas chaves decussadas, uma de jalde (ouro) e a outra de argente (prata) são símbolos de poder espiritual e poder temporal. E são uma referência ao poder máximo do Papa, o sucessor de Pedro na Sé de Roma, relatado no Evangelho de São Mateus, que narra que Jesus Cristo disse a Pedro: "Dar-te-ei as chaves do reino dos céus, e tudo o que ligares na terra será ligado no céu, e tudo o que desligares na terra será desligado no céu" (Mateus 16:19). Por conseguinte, as chaves são o símbolo típico do poder dado por Cristo a São Pedro e aos seus sucessores.
Quanto à tiara papal usada como timbre, no entanto não há certeza sobre o que as três coroas da Tiara tripla simbolizam, como é evidente, há uma multiplicidade de interpretações que têm sido propostas. Alguns a vinculam à autoridade tripla do papa como "Pastor Universal (tiara superior), Competência Eclesiástica Universal (tiara do centro) e o Poder Temporal (tiara inferior)". No listel, o lema "TOTVS TVVS" é uma expressão da imensa confiança do papa na Virgem Maria: "Sou todo teu, Maria", sendo que ele colocou toda a sua vida sacerdotal sob a proteção da Virgem.

## Pontificado

### Diálogo inter-religioso

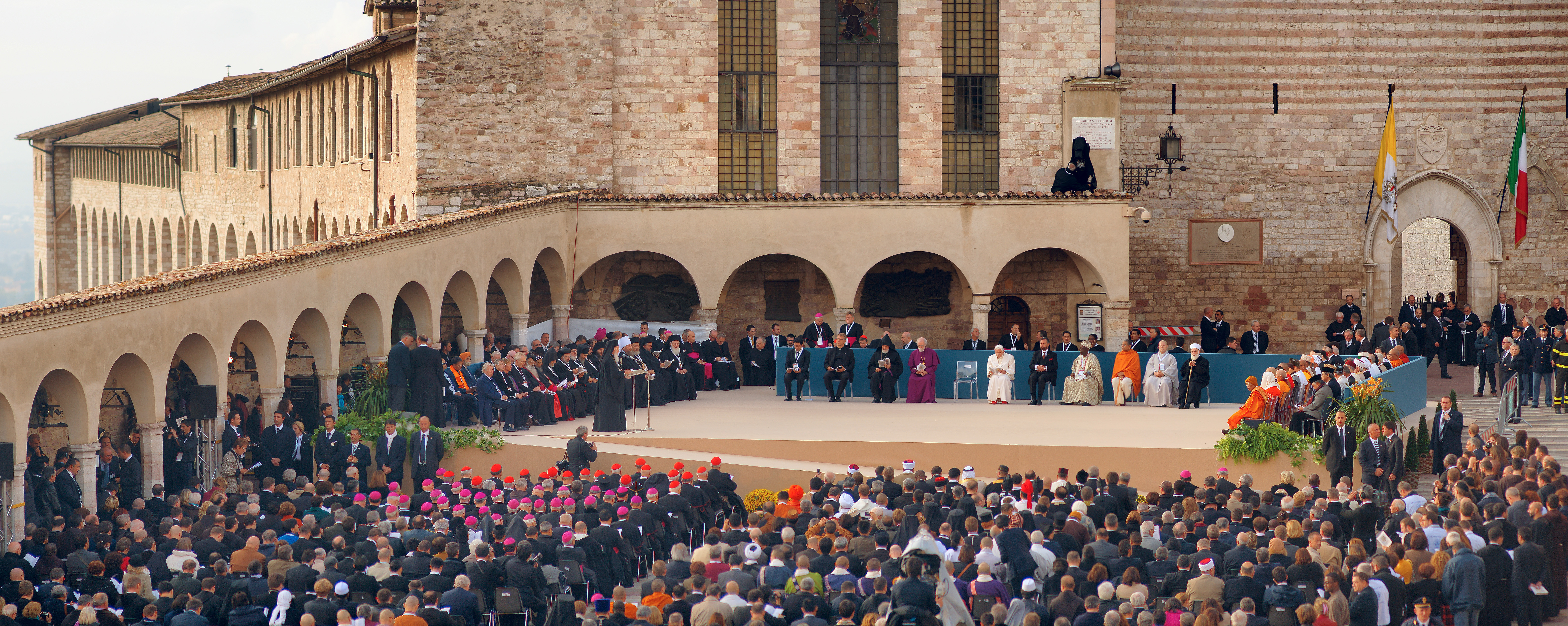
Encontro dos participantes no quarto Dia Mundial da Oração pela Paz em Assisi, em 27 de outubro de 2011. Esse encontro foi realizado pela primeira vez por João Paulo II em 1986

João Paulo II fez muitos gestos para aproximar a Igreja Católica Romana das outras igrejas cristãs e de outras religiões. Ele fez isso sem comprometer a doutrina católica romana. O papa viajou extensivamente e se encontrou com fiéis das mais diferentes crenças. Ele constantemente tentou encontrar afinidades, doutrinárias e dogmáticas. No Dia da Oração realizado em Assis em 27 de outubro de 1986, mais de 150 representantes de diferentes religiões e denominações cristãs passaram o dia em jejum e oração. Posteriormente o Dia da Oração foi realizado em 1993, quando ocorria a Guerra da Bósnia. Em janeiro de 2002, João Paulo II novamente se reuniu em Assis no Dia da Oração, com a presença de 200 líderes religiosos, das mais diversas religiões. O papa quis reforçar sua mensagem de paz após condenar o terrorismo e os ataques de 11 de setembro, afirmando que a religião não deve ser um motivo de conflito no século XXI.
O papa também escreveu a encíclica Ut Unum Sint, onde aborda a importância de haver um empenho ecumênico. Essa encíclica possui três capítulos, onde o primeiro trata dos princípios fundamentais do compromisso ecumênico católico. No segundo capítulo é destacado o fruto dos diálogos entre os cristãos e menciona os bons resultados obtidos com as Igrejas Orientais. No terceiro e último capítulo é refletido quais caminhos tomar para se conseguir alcançar esse objetivo ecumênico.

#### Anglicanismo
O Papa João Paulo II tinha boas relações com a Igreja da Inglaterra, chamada por seu predecessor, Paulo VI, como "nossa amada Igreja Irmã". Há pontos em comum entre as duas igrejas, e por anos elas vêm tentando encontrar maneiras de serem mais unidas. A entronização de Wojtyła contou com a presença do arcebispo da Igreja Anglicana, Donald Coggan, que foi o primeiro Arcebispo da Cantuária a estar presente em uma cerimônia desse tipo, desde a Reforma. Ele discursou na Catedral de Cantuária durante a sua visita à Grã Bretanha, e recebeu o Arcebispo de Cantuária de forma amistosa e cortês, em 1982. Porém, ele se desapontou com decisão da Igreja da Inglaterra, de oferecer o sacramento das Ordens Sagradas às mulheres, e viu nisto um passo contra a reunião entre a Comunhão Anglicana e a Igreja Católica.
Clifford Longley, um experiente comentarista religioso, escreveu no The Guardian que o Papa: "Não era intolerante com as outras religiões e credos, sempre disposto a visitar dignitários anglicanos ou ortodoxos". João Paulo II fez históricos esforços ecumênicos com a Comunhão Anglicana, e apoiou o estabelecimento da Igreja Católica de Nossa Senhora da Expiação (Uso Anglicano), em cooperação com o Arcebispo Patrick Flores de San Antonio, Texas, nos Estados Unidos.
Em 1980, João Paulo II emitiu uma Provisão Pastoral, permitindo que padres anglicanos convertidos casados se tornassem sacerdotes católicos e que as antigas paróquias episcopais fossem aceitas na Igreja Católica. Ele permitiu a criação do uso anglicano no rito romano, que incorpora o Livro de Oração Comum anglicano, como resultado de uma proposta dos bispos para desenvolver termos para que ex-clérigos anglicanos e outros membros da Igreja Anglicana pudessem ser admitidos à comunhão plena na Igreja Católica, mantendo alguns elementos da sua liturgia, tradição e vida devocional.
Quando João Paulo II visitou o Reino Unido, em 1982, ele fez a primeira visita papal desde a Reforma, ou seja, mais de 450 anos. Nessa visita o papa foi recebido por Isabel II do Reino Unido, que é a Governadora Suprema da Igreja de Inglaterra. Em 1980, a rainha já tinha feito uma visita ao Vaticano.

#### Luteranismo
Em 15-19 de novembro de 1980, João Paulo II visitou a Alemanha Ocidental, em sua primeira visita a um país com uma grande população luterana. Em Mogúncia, ele se encontrou com líderes luteranos e de outras denominações protestantes.
Em 11 de dezembro de 1983, ele participou de um culto ecumênico na Igreja Evangélica Luterana em Roma. A visita de João Paulo nessa igreja foi realizada no ano do 500° aniversário do nascimento de Martinho Lutero. Essa visita aconteceu por meio de um convite espontâneo no ano de 1982 por um membro do conselho da igreja luterana. Nesse encontro João Paulo II exortou o Cardeal Johannes Willebrands para continuar o diálogo ecumênico em busca da restauração da unidade cristã e ofereceu uma oração especial e bênção para este trabalho.
Em sua peregrinação apostólica à Noruega, Islândia, Finlândia, Dinamarca e Suécia entre 1 e 10 de junho de 1989, João Paulo II se tornou o primeiro papa a visitar países majoritariamente luteranos. Além de celebrar missas com fiéis católicos, ele participou de serviços ecumênicos em lugares que haviam sido igrejas católicas antes da reforma luterana, no século XVI, como a Catedral de Nidaros, na Noruega, próximo da Igreja de Santo Olavo, em Thingvellir, na Islândia, a Catedral de Turku na Finlândia, a Catedral de Roskilde, na Dinamarca e a Catedral de Uppsala, na Suécia.
Em 31 de outubro de 1999 (o 482º aniversário do Dia da Reforma, o dia em que Lutero pregou as 95 Teses), representantes do Vaticano e da Lutheran World Federation (LWF) assinaram a Declaração Conjunta Sobre a Doutrina da Justificação como um gesto de unidade. A assinatura foi fruto do diálogo teológico que vinha ocorrendo entre a LWF e o Vaticano desde 1965. Cinco anos após a assinatura da declaração e ao receber os membros da Delegação Ecumênica da Finlândia o papa disse: "Nesta Semana de Oração pela Unidade dos Cristãos, desejo expressar minha gratidão pelo progresso ecumênico realizado entre católicos e luteranos nos cinco anos transcritos desde a assinatura da Declaração conjunta da doutrina da justificação".

#### Judaísmo
As relações entre o catolicismo e o judaísmo melhoraram durante o pontificado de João Paulo II. Ele falou com frequência sobre a relação da Igreja com os judeus.
Em 1979, João Paulo II tornou-se o primeiro papa a visitar o campo de concentração de Auschwitz, na Polônia, onde muitos de seus compatriotas (majoritariamente judeus poloneses) haviam perecido durante a ocupação alemã da Polônia na Segunda Guerra Mundial. Em 1998, o papa publicou "Nós Lembramos: Uma Reflexão sobre a Shoah", que delineou seu pensamento sobre o Holocausto. Ele se tornou o primeiro papa a fazer uma visita papal oficial a uma sinagoga, quando ele visitou a Grande Sinagoga de Roma em 13 de abril de 1986.
Em 1994, João Paulo II estabeleceu relações diplomáticas formais entre a Santa Sé e o Estado de Israel, reconhecendo sua importância central na vida e fé judaicas. Em honra a este evento, o papa João Paulo II patrocinou o "Concerto Papal para Comemoração do Holocausto". Este concerto, que foi concebido e conduzido pelo maestro norte-americano Gilbert Levine, contou com a presença de Elio Toaff, o Rabino principal de Roma, do presidente da Itália Oscar Luigi Scalfaro e de sobreviventes do Holocausto vindos do mundo inteiro.
Em março de 2000, João Paulo II visitou o memorial de Yad Vashem, um monumento nacional israelense em honra às vítimas e heróis do Holocausto, e depois entrou para a história ao tocar um dos mais sagrados objetos de devoção do Judaísmo, o Muro das Lamentações, seguindo o costume de colocar uma carta entre as frestas de seus tijolos, na qual ele pediu perdão pelas perseguições contra os judeus. Em parte do seu discurso, ele disse: "Eu asseguro o povo judeu que a Igreja Católica... está profundamente entristecida pelo ódio, atos de perseguição e mostras de antissemitismo dirigidas contra os judeus pelos cristãos, a qualquer tempo, em qualquer lugar" e acrescentou que "não há palavras fortes o suficiente para deplorar a terrível tragédia do Holocausto". O ministro israelense, rabino Michael Melchior, que foi o anfitrião do papa durante a visita, disse que estava "muito comovido" pelo gesto do papa.
Em outubro de 2003, Liga Anti-Difamação emitiu um comunicado congratulando João Paulo II por seu vigésimo-quinto ano de papado. Em janeiro de 2005, João Paulo II se tornou o primeiro papa a receber a benção sacerdotal de um rabino, quando Benjamin Blech, Barry Dov Schwartz e Jack Bemporad visitaram o pontífice no Sala Clementina do Palácio Apostólico.
Imediatamente após a morte de João Paulo II, a ADL emitiu um comunicado afirmando que o papa João Paulo II havia revolucionado as relações entre católicos e judeus e que "mais mudanças para melhor haviam ocorrido em seus vinte e sete anos de papado do que nos quase 2000 anos anteriores". Em outro comunicado, emitido pelo diretor do conselho para assuntos australianos, israelenses e judaicos de Israel, o dr. Colin Rubenstein, afirmou que "O papa será lembrado por sua inspiradora lembrança espiritual em prol da causa da liberdade e da humanidade. Ele conseguiu muito mais em termos de transformar as relações tanto com o povo judeu quanto com o Estado de Israel do que qualquer outra figura na história da Igreja Católica".

#### Igreja Ortodoxa

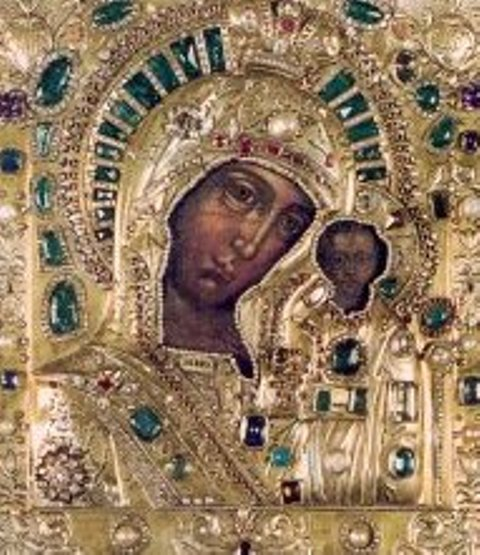
O ícone de "Mãe de Deus de Cazã", devolvida a Igreja Ortodoxa Russa

Em maio de 1999, João Paulo II visitou a Romênia, a convite do patriarca Teoctist Arăpaşu, da Igreja Ortodoxa Romena. Foi a primeira vez que um papa visitou um país predominantemente ortodoxo desde o Grande Cisma em 1054. Quando ele chegou, o patriarca e o presidente da Romênia, Emil Constantinescu, receberam o papa. O patriarca depois afirmou: "O segundo milênio da história cristã começou com uma dolorosa chaga na unidade da Igreja; o fim deste milênio assiste agora a um real compromisso de restaurar a unidade cristã".
João Paulo II visitou outro país fortemente ortodoxo na região, a Ucrânia, entre 23 e 27 de junho de 2001, a convite do presidente da Ucrânia e dos bispos da Igreja Católica Grega da Ucrânica. O papa falou aos líderes do "Concílio Geral das Igrejas e Organizações Religiosas Ucraniano", rogando por "um diálogo aberto, tolerante e honesto". Por volta de 200 mil pessoas compareceram às cerimônias litúrgicas celebradas pelo papa em Kiev e a liturgia em Lviv juntou quase um milhão e meio de fiéis. João Paulo II afirmou que terminar com o Grande Cisma era um dos seus mais queridos desejos. Por muitos anos, João Paulo II tentou facilitar o diálogo e a unidade, afirmando em 1988, na carta apostólica Euntes in Mundum, que "Imitando o meu Predecessor Pio XII, de venerável memória, o qual houve por bem celebrar solenemente o 950° aniversário do Baptismo da Rus', desejo, com esta Carta, exprimir louvor e gratidão a Deus inefável, Pai, Filho e Espírito Santo, por ter chamado à graça os filhos e as filhas de muitos povos e nações, que acolheram a herança cristã do Batismo administrado em Kiev".
Durante as suas viagens de 2001, João Paulo II se tornou o primeiro papa a visitar a Grécia em 1291 anos. Em Atenas, o papa se encontrou com Cristódulo de Atenas, o arcebispo líder da Igreja Ortodoxa Grega. Após um encontro privado de 30 minutos, os dois falaram ao público. Cristódulo leu uma lista de "13 ofensas" da Igreja Católica contra a Igreja Ortodoxa desde o Grande Cisma, incluindo o saque de Constantinopla pelos cruzados (1204), e reclamou pela falta de um pedido de desculpas da Igreja Católica Romana, afirmando "Até agora, não se conhecia um único pedido de perdão" pelos "cruzados maníacos do século XIII".
O papa respondeu dizendo "Pelas vezes, passadas e presentes, quando filhos e filhas da Igreja Católica pecaram, por ação ou omissão, contra nossos irmãos e irmãs ortodoxos, que o Senhor nos conceda o perdão", ao que Cristódulo imediatamente aplaudiu. João Paulo II disse que o saque de Constantinopla era a causa de um "profundo pesar" para os católicos. Posteriormente, João Paulo e Cristódulo se encontraram no lugar onde São Paulo um dia pregara para os cristãos atenienses. Ali, eles emitiram um "comunicado conjunto", dizendo "Faremos tudo o que estiver em nosso poder para que as raízes cristãs da Europa e a sua alma cristã seja preservada.(...) Nós condenamos todos os recursos à violência, ao proselitismo e ao fanatismo em nome da religião". Os dois líderes então rezaram o Pai Nosso juntos, quebrando um antigo tabu ortodoxo contra rezar juntamente com católicos.
O papa sempre afirmou, por todo o seu pontificado, que um dos seus grandes sonhos era visitar a Rússia, mas isso jamais ocorreu. Ele tentou resolver os problemas que surgiram durante a história entre a Igreja Católica e a Igreja Ortodoxa Russa, como quando ele determinou a devolução à Igreja Ortodoxa Russa do ícone de "Nossa Senhora de Cazã", a "Teótoco" e sempre Virgem Maria. No dia 28 de agosto de 2004, a "Solenidade da gloriosíssima Dormição da Teótoco", delegação representativa da Igreja Católica, chefiada pelo cardeal Walter Kasper, presidente do Pontifício Conselho para a Promoção da Unidade dos Cristãos, entregou o ícone, depois de um solene ofício na Catedral da Dormição, no Kremlim, em Moscovo, em que participaram numerosos fiéis. No mesmo ano, o papa devolveu as relíquias de dois primeiros santos cristãos a Bartolomeu I, patriarca de Constantinopla. Também em 2004, o Vaticano e a Igreja Ortodoxa Russa concordaram em criar um grupo de trabalho conjunto para tentar melhorar as relações.

#### Budismo
Ainda na época em que Wojtyła era arcebispo de Cracóvia, Wojtyła realizou missas especiais para rezar pela luta não violenta do povo tibetano pela liberdade na China. O décimo-quarto Dalai Lama, Tenzin Gyatso, visitou o papa João Paulo II oito vezes, mais do que qualquer outro dignitário. Ambos compartilhavam visões similares e compreendiam o sofrimento do outro, ambos vindos de países afetados pelo comunismo e sendo grandes líderes de grandes religiões.
Um dos encontros mais importantes com o Dalai Lama aconteceu na cidade italiana de Assis, em 1986, juntamente com outros líderes religiosos de diferentes denominações religiosas, como o rabino-chefe de Roma, bispos ortodoxos, monges budistas, líderes muçulmanos, índios americanos, que se encontraram para rezar pela paz no mundo. Como Arcebispo de Cracóvia, já sendo uma figura famosa antes do 14 º Dalai Lama, Wojtyła realizou missas especiais para rezar pela luta não violenta do povo tibetano pela liberdade da China Maoísta. Tenzin Gyatso, o 14 º Dalai Lama, visitou o Papa João Paulo II, oito vezes mais do que qualquer outro chefe de estado. O Papa e o Dalai Lama apresentam muitos pontos de vista semelhantes e possuem inimigos semelhantes, ambos vieram de nações atingidas pelo comunismo e ambos serviram como chefes de grandes organizações religiosas. Durante sua visita em 1995 ao Sri Lanka, um país onde a maioria da população segue o Budismo Theravada, o Papa João Paulo II expressou sua admiração pela religião budista:
Em particular, eu expresso minha mais alta consideração para com os seguidores do budismo, a religião que é majoritária no Sri Lanka, com a seus ... quatro grandes valores de... bondade, compaixão, alegria altruísta e equanimidade; com suas dez virtudes transcendentais e as alegrias de Sangha, expressas tão bem nas Theragathas. Desejo ardentemente que a minha visita sirva para reforçar a boa vontade entre nós, e que venha a tranquilizar todos do desejos da Igreja Católica para o diálogo inter-religioso e colaboração na construção de um mundo mais justo e fraterno. Para todos que eu estender a mão da amizade, recordando as palavras esplêndidas do Dhammapada: 'Melhor do que mil palavras inúteis é uma única palavra que dá paz' ..."
Quando João Paulo II morreu em 2005, Gyatso enviou uma mensagem de condolências, dizia que o papa era uma pessoa que ele tinha alta consideração e continua dizendo que tem "profundo apreço pela missão do Papa em trazer a paz ao mundo". Gyatso também declarou do incentivo que recebeu do Papa onde na mensagem ele disse: "Desde o início da nossa amizade, ele me revelou confidencialmente que ele tinha uma compreensão clara do problema tibetano por causa de sua própria experiência do comunismo na Polônia. Isso me deu grande incentivo pessoal".

#### Islã

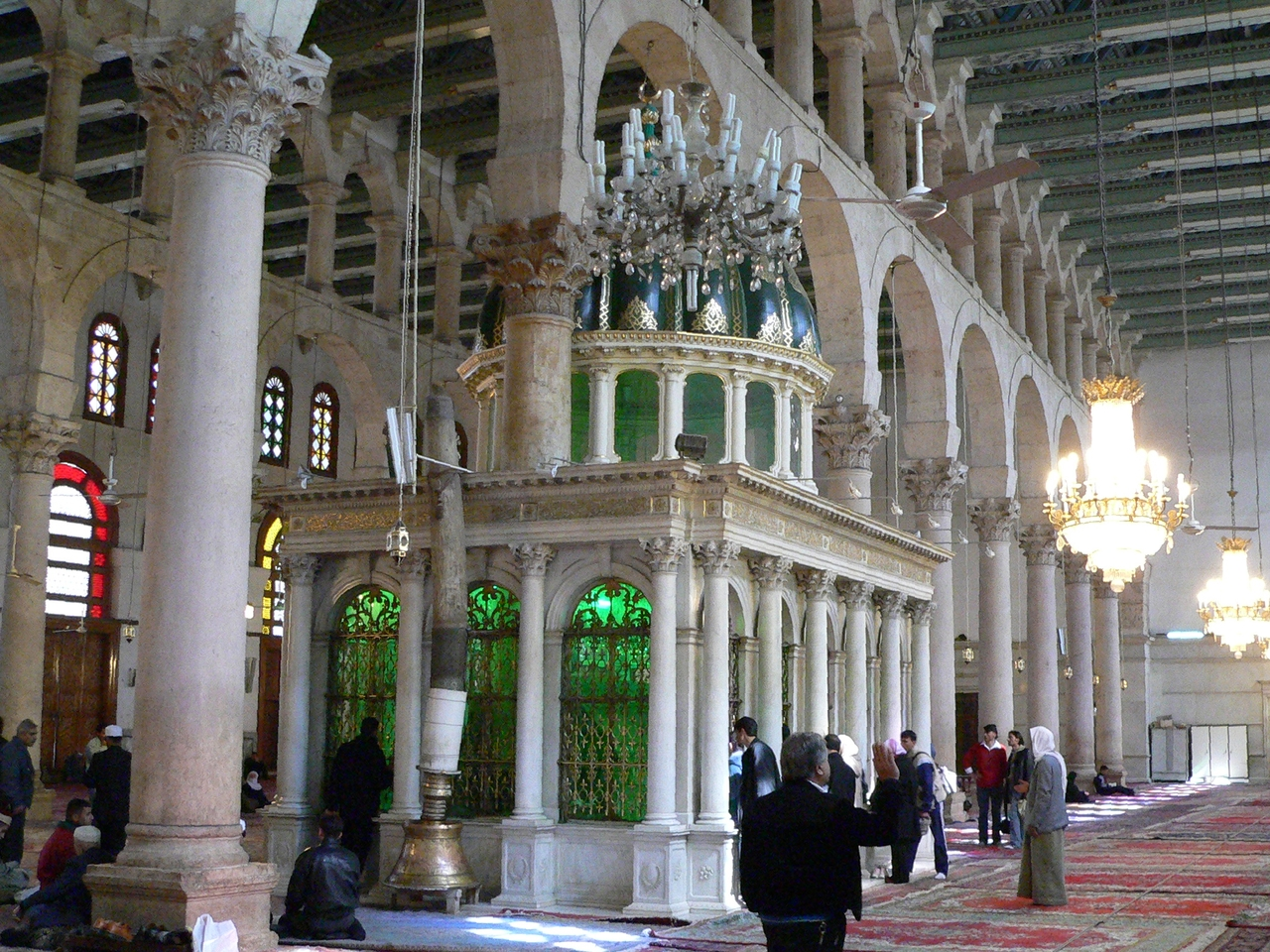
João Paulo II foi o primeiro papa a entrar e rezar em uma mesquita, visitou o túmulo de São João Batista em Damasco, na Mesquita dos Omíadas

O papa João Paulo II fez consideráveis esforços para melhorar as relações entre o catolicismo e o islamismo. Suas ações foram reconhecidas como importantes na abertura ao diálogo ecumênico entre as duas religiões.
Em 6 de maio de 2001, o papa João Paulo II se tornou o primeiro papa católico da história a entrar e rezar numa mesquita. Respeitosamente removendo os seus sapatos, ele entrou na Mesquita dos Omíadas, uma antiga igreja cristã bizantina dedicada a São João Batista (que, acredita-se, está enterrado lá), em Damasco, na Síria, e ali deu um discurso que incluiu a seguinte afirmação: "Por todas as vezes que os cristãos e os muçulmanos se ofenderam entre si, precisamos buscar o perdão do Todo Poderoso e oferecer uns aos outros o perdão". Ele beijou o Corão nesta mesma viagem, um ato que o tornou popular entre os muçulmanos, mas que perturbou muitos católicos. O papa também praticou o jejum ao último dia do Ramadã.
Posteriormente o Patriarca Caldeu da Igreja Católica Caldeia Rafael I Bidawid que estava no momento em que o papa beijou o Corão disse em uma entrevista que: "No final da audiência, o Papa fez uma reverência para o livro sagrado dos muçulmanos, o Corão, que lhe foi apresentado pela delegação, e ele beijou-a como um sinal de respeito. A foto desse gesto foi mostrada repetidamente na televisão iraquiana e demonstra que o Papa não é apenas consciente do sofrimento do povo iraquiano, ele também tem um grande respeito pelo Islã".
Em 2004, João Paulo II patrocinou o "Concerto Papal pela Reconciliação", que reuniu líderes do Islã com líderes da comunidade judaica e da Igreja Católica no Palácio Apostólico, no Vaticano, para um concerto do Coro Filarmônico de Cracóvia, da Polônia, do Coro Filarmônico de Londres, do Reino Unido, da Orquestra Sinfônica de Pittsburgh, dos Estados Unidos, e do Coro Polifônico Estatal de Ancara, da Turquia. John Harbison, um dos compositores mais importantes da América, foi contratado para escrever a obra "Abraão", baseado no texto de Gênesis que foi usada para abrir o concerto. O evento foi concebido e dirigido por Sir Gilbert Levine, OSGM, e foi transmitido para o mundo inteiro.
João Paulo II supervisionou a publicação do Catecismo da Igreja Católica onde faz uma provisão especial para os muçulmanos; onde está escrito, "O plano de salvação também inclui aqueles que reconhecem o Criador, o que inclui os muçulmanos; estes professam ter a fé de Abraão, e junto conosco, eles adoram a um Deus misericordioso, juiz dos homens no último dia".

#### Outras religiões
Quanto ao hinduísmo, em 1980 e em 1985, o papa fez um pronunciamento para as comunidades hindus no Quênia, onde ele relembrou a declaração "Nostra aetate" do Concílio Vaticano II, que "manifesta a atitude fraterna de toda a Igreja católica com as religiões não cristãs". João Paulo II fez duas visitas a Índia, um país predominantemente hindu, sendo a primeira vez em 1986, nessa viagem conheceu líderes dessa religião, nessa viagem também conheceu Madre Teresa de Calcutá, fundadora da congregação Missionárias da Caridade, sendo que o papa ajudou a alimentar os pobres e moribundos. Na mesma viagem o papa também se reuniu com líderes da Igreja Ortodoxa Siríaca Malankara. Em 1995, o papa realizou um encontro inter-religioso com líderes hindus e muçulmanos do Sri Lanka, com o intuito de manter "o diálogo e da cooperação com os membros de outras religiões". Na viagem segunda viagem à Índia, em 1999, o papa deixou uma coroa de flores para o líder pacifista hindu Mahatma Gandhi.
Em 1985, o papa visitou o Togo, onde 60 por cento da população defende crenças animistas. Para homenagear o papa, os líderes religiosos animistas o conheceram em um santuário católico mariano na floresta, esses foram cumprimentados pelo pontífice. João Paulo II passou a chamar a atenção para a necessidade de tolerância religiosa, elogiou o animismo e enfatizou elementos comuns entre animismo e cristianismo.
Em 1995, o Papa João Paulo II realizou uma reunião com 21 jainistas, uma denominação que se separou da corrente principal do hinduísmo, esse encontro foi organizado pelo Pontifício Conselho para o Diálogo Inter-Religioso. Ele elogiou Mahatma Gandhi por sua "fé inabalável em Deus", assegurou os jainistas que a Igreja Católica continuará a dialogar com essa religião e falou da necessidade comum para ajudar os pobres. A reunião recebeu muita atenção no estado de Gujarate, onde vivem muitos jainistas.
João Paulo II teve boas relações com a Igreja Apostólica Armênia. Em 1996, ele aproximou a Igreja Católica e com a Igreja Armênia após entrar em consenso com arcebispo armênio Karekin II sobre a natureza de Cristo. Durante uma audiência em 2000, João Paulo II e Karekin II, até então chefe da Igreja Apostólica Armênia, emitiram uma declaração conjunta condenando o genocídio armênio. Enquanto isso, o papa deu a Karekin II as relíquias de São Gregório, o primeiro chefe da Igreja Apostólica Armênia que tinham sido mantidos em Nápoles, Itália, há 500 anos. Em setembro de 2001, João Paulo II fez uma peregrinação de três dias à Armênia para participar de uma celebração ecumênica com Karekin II no recém-consagrada Catedral de São Gregório, o Iluminador, em Ierevan. Os dois líderes da Igreja assinaram uma declaração recordando as vítimas do genocídio armênio.

### Diplomacia

#### Conflito entre Chile e Argentina

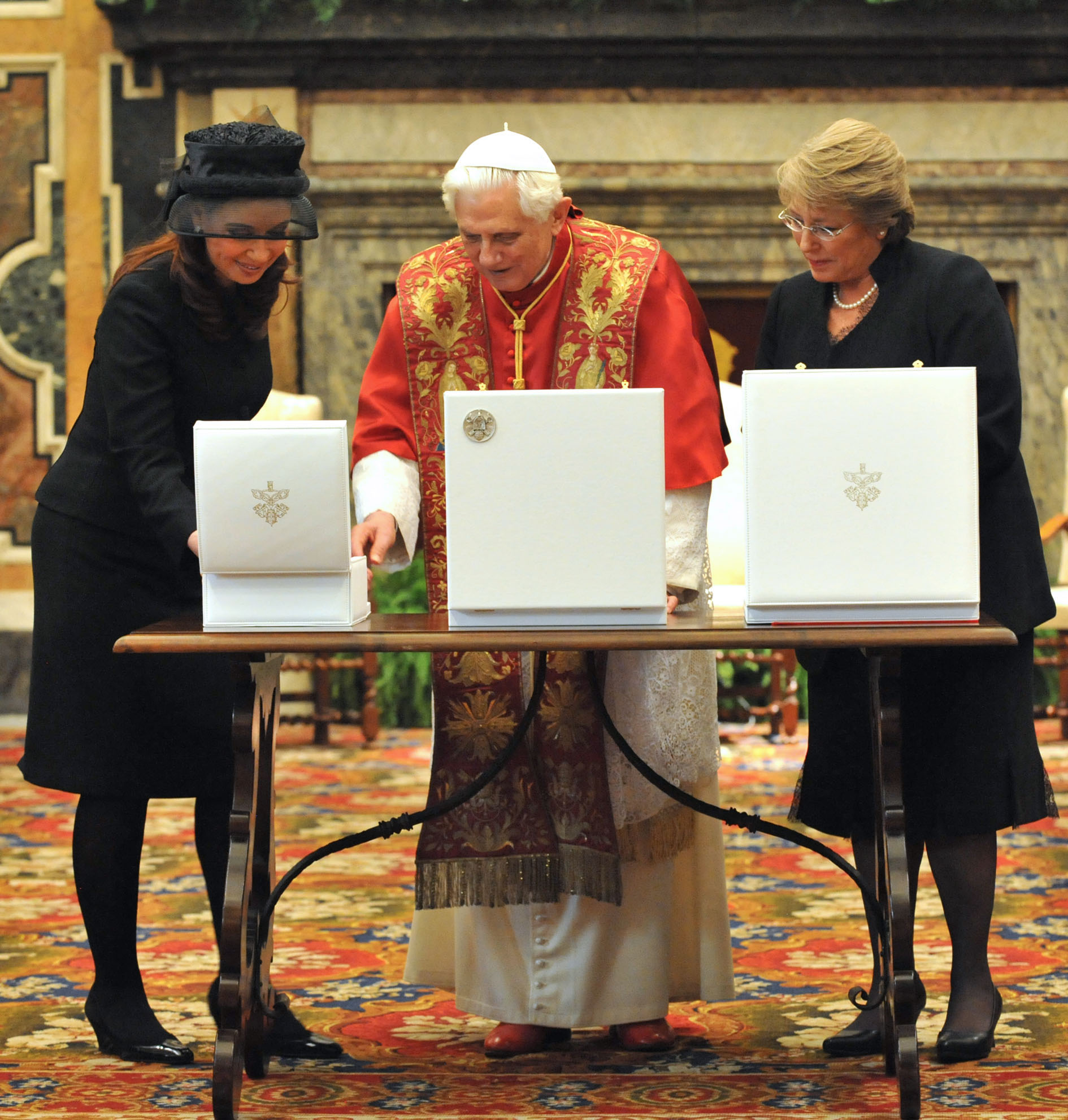
Presidentes Cristina Kirchner e Michelle Bachelet com o Papa Bento XVI, em 2009 comemorando os 30 anos da mediação papal

A mediação pontifícia de João Paulo II no final de 1978, dois meses depois do início de seu pontificado, permitiu que Chile e Argentina chegassem a um acordo no conflito sobre os seus limites territoriais na região austral (Canal de Beagle), a disputa era pelo domínio das Ilhas Picton, Lennox e Nueva. As várias negociações e tratados bilaterais, especificamente, sobre o Canal de Beagle e região, não conseguiram solucionar a pendência de soberania. A região é estratégica, além de constituir ponto estratégico de controle da navegação entre o oceano Atlântico e o Pacífico.
O conflito chegou a um nível extremo de tensão no início de dezembro de 1978, durante os governos militares de Pinochet (Chile) e Videla (Argentina), na iminência de uma guerra entre os dois países, chegando ao ponto de que argentinos já estavam colocando em curso uma ação militar chamada "Operação Soberana", para ocupar as ilhas e o Chile continental se necessário. As forças militares estavam em marcha na noite do 21 de dezembro de 1978. O 4º Batalhão de Infantaria da Marinha devia desembarcar nas ilhas às quatro da madrugada do 22 de dezembro. No entanto, foi abortada algumas horas antes, quando a Junta Militar argentina resolveu aceitar a mediação papal.
Para evitar a solução do litígio pela guerra, as partes resolveram recorrer à Mediação da Santa Sé, através do Papa João Paulo II. Nesse sentido, a chamada Acta de Puerto Montt, assinada entre a Argentina e o Chile, em 20 de fevereiro de 1978, elegia unanimemente o Papa como mediador da disputa em apreço. O Papa interveio com a modalidade pacífica internacional de controvérsias, em primeiro lugar, pelos Bons Ofícios, e em segundo lugar, pela Mediação.
Em 22 de dezembro de 1978 o Papa comunicou oficialmente que enviaria um representante pessoal, o cardeal italiano Antonio Samorè, para mediar as negociações entre os dois governos. Com a mediação formal de João Paulo II através de seu representante, os dois países assinaram em 8 de janeiro de 1979, os Acordos de Montevidéu, no Palácio Taranco, naquela cidade uruguaia.
O Cardeal Samorè, articulador das negociações, não chegaria a ver o desfecho pelo qual se dedicou, pois viria a falecer em 3 de fevereiro de 1983. O desfecho final para o fim do conflito ocorreu em 29 de novembro de 1984, com a assinatura do Tratado de Paz e Amizade diante do papa, na Capela Paulina (Vaticano). No dia seguinte, João Paulo II discursou na Santa Sé para as delegações da Argentina e do Chile.
Quase trinta anos depois, em dezembro de 2008, foi iniciada a construção, na cidade de Monte Aymond, fronteira entre Argentina e Chile, de um monumento em homenagem a João Paulo II e sua dedicação pela paz e integração das nações. Naquela ocasião, o então Papa Bento XVI enviou uma mensagem alusiva à homenagem, às presidentes do Chile, Michelle Bachelet, e da Argentina, Cristina Kirchner. Segundo a presidente Bachelet, a mediação do Papa representou também o início de uma "etapa histórica na relação e cooperação entre os dois países".
Durante o período destas negociações, ocorreu também o conflito conhecido como Guerra das Malvinas, entre Argentina e Grã-Bretanha, entre abril e junho de 1982. Este conflito também teve a intervenção de João Paulo II, que realizou viagens apostólicas à Grã-Bretanha, em maio e à Argentina, em junho, buscando acordos de paz. Em carta dirigida aos fiéis chilenos, por ocasião de um encontro com bispos daquele país durante sua viagem apostólica à Argentina, o Papa deixa claro que naquele momento gostaria de estar junto aos fiéis, mas está impossibilitado diante de seus compromissos em ambos os conflitos.

#### Relações com Cuba
Durante a sua visita a Cuba, em janeiro de 1998, que marcou o fim de 39 anos de relações tensas entre a Igreja Católica e o regime de Fidel Castro, condenou o embargo econômico dos Estados Unidos ao país, além de que antes de sua visita, em 1997, foi instituído o Natal, em Cuba, declarado a partir de então feriado nacional, isso aconteceu como resultado da visita papal que iria acontecer no mês seguinte. Nessa visita o Papa ressaltou a importância do respeito aos direitos humanos, a liberdade de expressão, do direito de participar de um debate público de forma igualitária, da liberdade religiosa, também, fez uma solicitação de que fossem libertados os presos políticos, ação que foi colocada em curso quando foram libertados mais de duzentos presos políticos, no mês seguinte a visita do Papa.
A visita do papa serviu para amenizar as relações entre o Vaticano e Cuba, pois anteriormente Fidel Castro já havia sido excomungado pelo papa João XXIII por suas ações em relação ao catolicismo, em que pode-se citar o fechamento de escolas religiosas, expulsão de sacerdotes. Após a visita papa, Fidel, além da instituição do Natal também suspendeu a proibição de procissões públicas e foi autorizada a entrada de sacerdotes e religiosos ao país.[carece de fontes?]  João Paulo II é reconhecido como aquele que conseguiu acabar com quase meio século de tensão entre a Igreja Católica e o regime cubano.
Em 2003, por intermédio do cardeal Angelo Sodano, enviou uma carta a Fidel Castro criticando "as duras penas impostas a numerosos cidadãos cubanos e, também as condenações à pena capital", na mesma carta é dito que o papa pediu clemência para os condenados.
Em 2014, Cuba autorizou a construção de templos católicos após mais de 55 anos de proibição da construção de novas igreja católicas. João Paulo II foi homenageado com uma igreja que foi construída em Cuba e que carrega o seu nome.

#### Papel no colapso das ditaduras

##### Chile

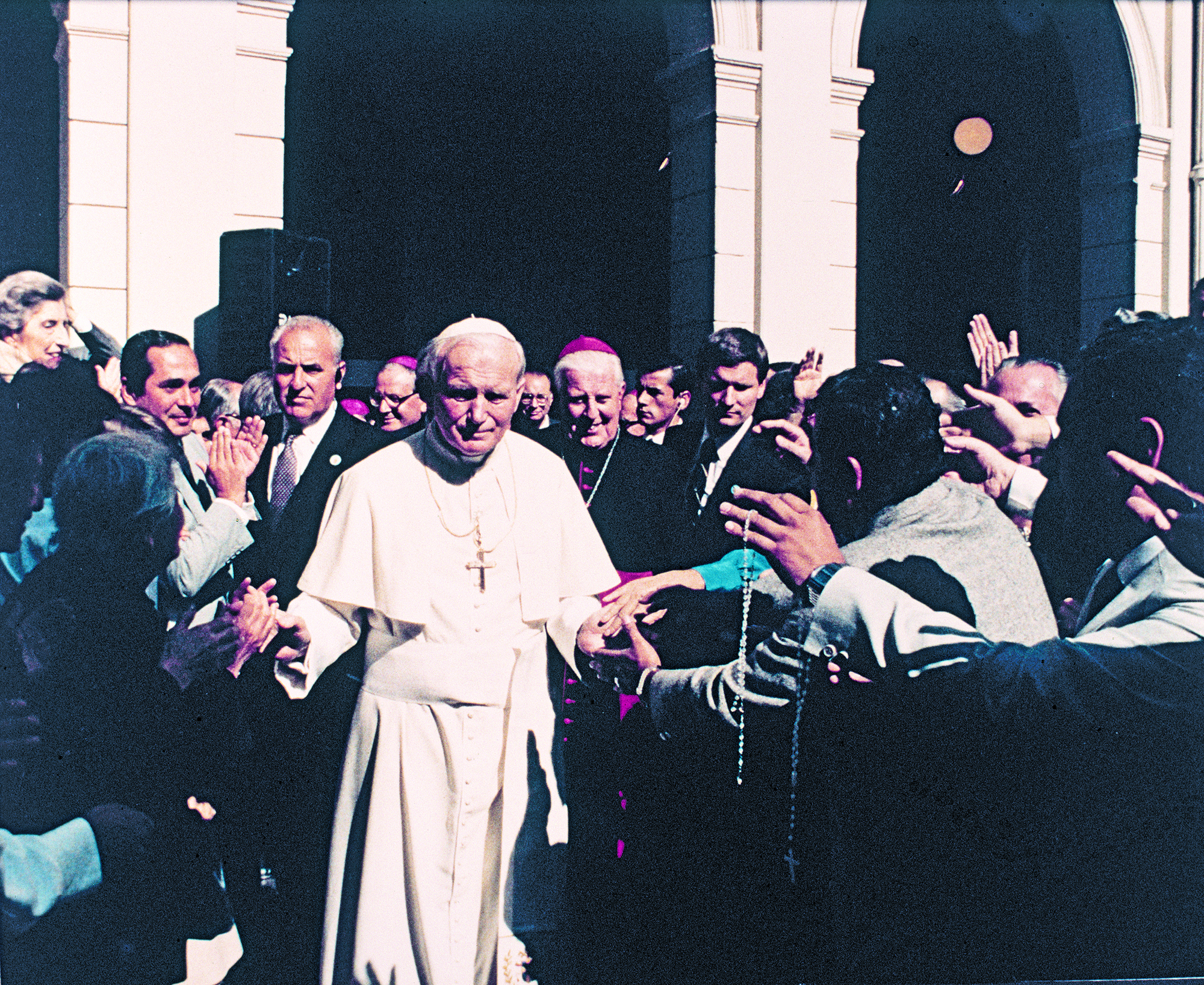
João Paulo II durante sua viagem ao Chile em 1987

Alguns observadores da história chilena acreditam que a visita de seis dias do Papa ao Chile, entre 1 e 6 de abril de 1987, período em que ele visitou Santiago, Viña del Mar, Valparaíso, Temuco, Punta Arenas, Puerto Montt e Antofagasta, foi uma das razões que levaram o então ditador Augusto Pinochet (1915-2006) a convocar as eleições no país em 1988.
Antes da peregrinação de João Paulo II pela América Latina, em entrevista com jornalistas durante o voo, ele classificou o regime de Pinochet como "ditatorial". Nas palavras do The New York Times, o Papa "usou uma linguagem excepcionalmente forte" para criticar Pinochet e afirmou aos jornalistas que a Igreja no Chile não deveria apenas orar, mas lutar ativamente para a restauração da democracia no país.
Após ter cumprido uma visita apostólica oficial por cerca de 24 horas no Uruguai, o Papa chegou ao Chile no dia 1 de abril, no Aeroporto Internacional de Santiago, onde ocorreu a cerimônia de boas-vindas, com a presença de Pinochet e diversas autoridades civis, militares e eclesiásticas:
Minha mensagem é dirigida igualmente a todos os chilenos, é uma mensagem pascal. Portanto, é uma mensagem de vida: a vida em Cristo, presente na Sua Igreja, também na Igreja do Chile, para promover no mundo a vitória do bem sobre o mal, do amor sobre o ódio, da unidade sobre a rivalidade, da generosidade sobre o egoísmo, da paz sobre a violência, da convivência sobre a luta, da justiça sobre a injustiça, da verdade sobre a mentira: em uma palavra, a vitória do perdão, da misericórdia e da reconciliação".
Durante sua visita, após diversos encontros particulares com Pinochet, com violentas manifestações dos chilenos por liberdade e justiça, o Papa pediu aos bispos católicos chilenos que apoiassem os movimentos por eleições livres no país. Discursando em uma conferência para 31 bispos católicos, no segundo dia da visita, o pontífice declarou que todas as pessoas, em qualquer lugar, têm o direito de participar da vida política e eleger seus líderes. Ele admitiu que eram animadoras algumas iniciativas recentes por parte do governo, como a legalização de alguns partidos políticos e o cadastramento eleitoral.
De acordo com o biógrafo do Papa, o escritor George Weigel, João Paulo II manteve um encontro com Pinochet durante o qual abordou o tema sobre o retorno da democracia. João Paulo II teria incitado Pinochet a aceitar uma abertura democrática do regime. Em 2007, o cardeal Stanisław Dziwisz, secretário do Papa, confirmou que, durante sua visita a Pinochet, João Paulo II pediu que ele renunciasse e entregasse o poder as autoridades civis. De acordo com o Monsenhor Sławomir Oder, postulador da beatificação de João Paulo II, as palavras do Papa tiveram um profundo impacto no ditador chileno. João Paulo II confidenciou a um amigo: "Recebi uma carta de Pinochet na qual ele me dizia que, como um católico, tinha ouvido minhas palavras, as aceitado e decidido iniciar o processo de transição de poder no seus país".
Nesse período da visita, João Paulo II apoiou o Vicariato da Solidariedade, uma entidade da igreja a favor da democracia e contra o sistema ditatorial de Pinochet. João Paulo II visitou o escritório do Vicariato da Solidariedade, conversou com os funcionários e os convidou a continuar seu trabalho, enfatizando que "o Evangelho convida sempre ao respeito pelos direitos humanos".

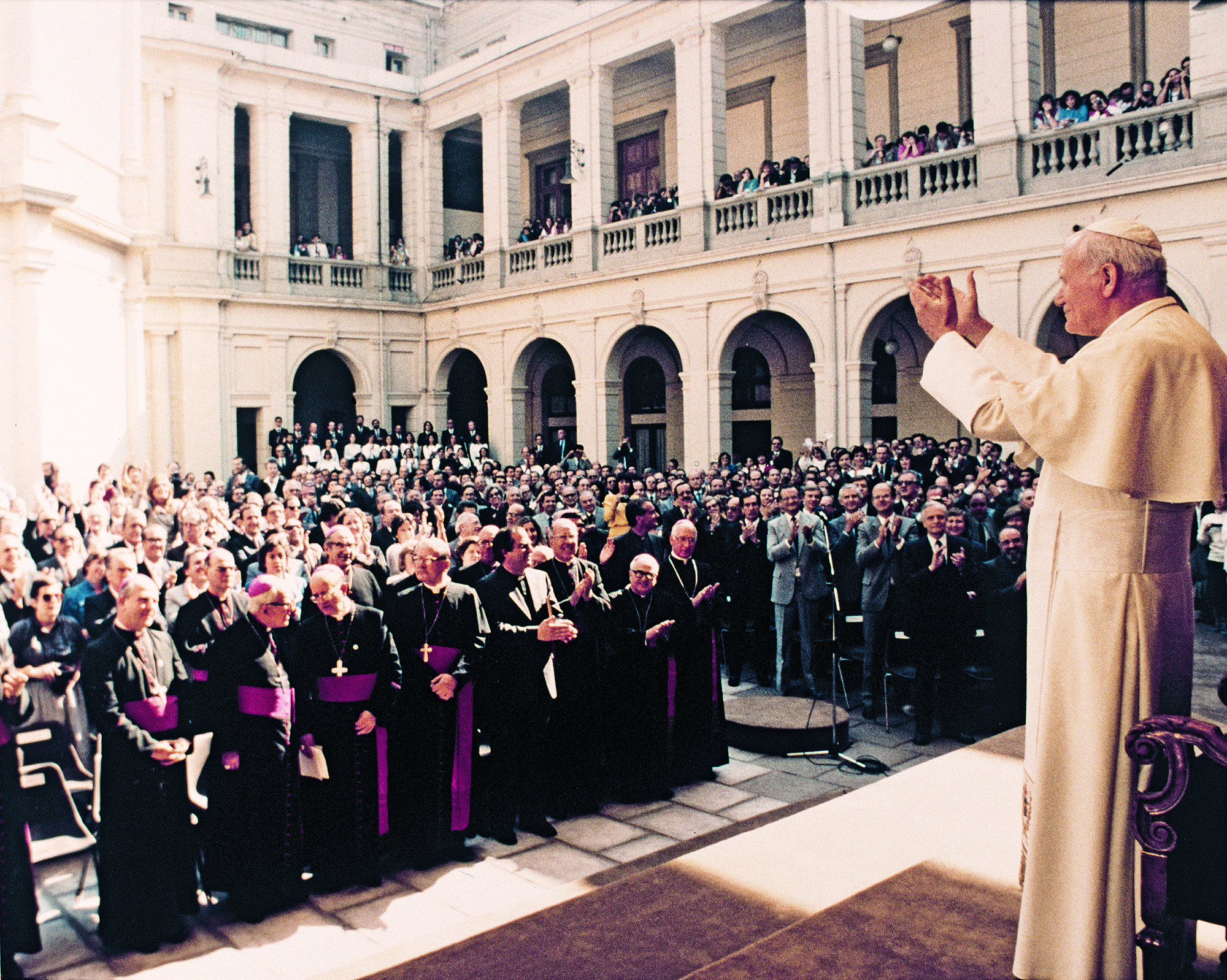
João Paulo II discursando aos acadêmicos da Pontifícia Universidade Católica do Chile

No Chile, o Papa deu sinais públicos de apoio à oposição democrática anti-Pinochet do Chile. Por exemplo, ele abraçou e beijou Carmen Gloria Quintana, uma jovem estudante queimada viva pela polícia chilena. Em uma Missa que ele celebrou cerca de um milhão de pessoas estiveram presentes e houve protestos pró-democracia, além de confronto com a polícia, que disparou tiros e usou canhões d'água e gás lacrimogênio para reprimir os manifestantes. Depois da Missa ele se reuniu com os principais líderes de direita e da oposição do Chile. Ele exortou-os a rejeitar a violência e disse que eles deveriam se unir e trabalhar juntos.
A oposição elogiou João Paulo II por denunciar Pinochet como um "ditador". Muitos membros da oposição do Chile foram perseguidos por declarações muito mais suaves. O Bispo Carlos Camus, um dos críticos mais duros da ditadura de Pinochet dentro da Igreja chilena, elogiou a postura de João Paulo II durante a visita papal: "Estou bastante emocionado, porque o nosso pastor nos apoia totalmente, nunca mais ninguém vai poder dizer que estamos interferindo na política, quando defendemos a dignidade humana". Ele acrescentou: "Nenhum país visitado pelo Papa foi o mesmo depois de sua partida. A visita do Papa é uma missão, um catecismo social extraordinário e sua estada aqui será um divisor de águas na história do Chile". O jornal The New York Times relatou na época que a visita papal "teve um impacto político de longo alcance em um país polarizado pela regra de 13 anos dura do general Augusto Pinochet". O Papa também apoiou a Igreja Católica local e organizações filiadas, que sofreram o ataque do governo no passado por adotarem a ideologia pró-democrática.
Devido à posição contrária de João Paulo II ao regime do ditador chileno, uma das exigências do Papa no encontro com Pinochet, foi de que os dois não aparecessem juntos publicamente, o que poderia ser entendido como apoio do pontífice ao ditador. Porém em um dado momento da visita ao Palácio Presidencial o Papa foi surpreendido ao ser solicitado que aguardasse próximo a uma cortina, que, de súbito, se abriu e Wojtyła apareceu numa sacada aberta, com vista para uma praça lotada. Na época o episódio foi amplamente abordado pela opinião pública que até então desconhecia o artifício utilizado pelo governante chileno e injustamente acusou o Papa de compactuar com o regime ditatorial.
No que foi interpretado como um esforço para combater o dano das declarações do Papa, o governo convocou milhares de apoiantes de Pinochet e funcionários do governo para a Praça da Constituição, um evento que originalmente não possuía programação oficial. Depois disso, a rede de televisão do governo, que transmitiu o comício, descreveu reunião do General Pinochet com o Papa como "muito cordial". Também foi dito que os dois concordaram que "a mensagem de concórdia deve prevalecer sobre as forças do ódio". Essa caracterização foi consistente com a ênfase dada pelo governo sobre o papel do Papa como "um mensageiro da paz". A igreja e a oposição, por outro lado, descrevem o Papa como "um mensageiro de vida", sublinhando assim a sua mensagem de direitos humanos.

##### Haiti
O Papa João Paulo II visitou o Haiti em 9 de março de 1983. Na época o país caribenho era governado por Jean-Claude "Baby Doc" Duvalier. Durante a sua peregrinação ao Haiti, O Papa João Paulo II criticou a pobreza do país em uma homilia, dirigindo-se diretamente a Baby Doc e sua esposa, Michèle Bennett na frente de uma grande multidão de haitianos: "O seu país é belo, rico em recursos humanos, mas os cristãos não podem ignorar a injustiça, a desigualdade excessiva, a degradação da qualidade de vida, a miséria, a fome, o medo sofrido pela maioria das pessoas".
João Paulo II falou em francês e, ocasionalmente, em crioulo, e na homilia salientou os direitos humanos básicos que a maioria dos haitianos não tinham: "a oportunidade de comer o suficiente, de atendido quando doente, para encontrar moradia, para estudar, para superar o analfabetismo, para encontrar trabalho que valha a pena e que pague devidamente; tudo o que proporciona uma vida verdadeiramente humana para homens e mulheres, para jovens e idosos." Após peregrinação de João Paulo II, a oposição haitiana a Duvalier frequentemente reproduzia e citava a mensagem do Papa. Pouco antes de deixar o Haiti, João Paulo II pediu mudança social no Haiti, dizendo: "Levantai as vossas cabeças, sejam conscientes de sua dignidade de homens criados à imagem de Deus...".
O Papa também pediu mais liberdade para a Igreja Católica para realizar as mudanças sociais. As declarações foram feitas em uma Missa no aeroporto com a presença de dezenas de milhares de haitianos e os líderes do governo, nesse pronunciamento o Papa foi interrompido pelos gritos das pessoas entusiasmadas por seus discursos condenando a desigualdade excessiva, miséria, a fome e o medo sofrido por muitas pessoas no Haiti. Embora tenha salientado a necessidade de mudança social e respeito pelos direitos humanos em todos os países que visitou, o Papa parecia fazer sua mensagem mais explícita no Haiti.
A visita de João Paulo II inspirou protestos em massa contra a ditadura Duvalier. Em resposta à visita do Papa, 860 padres católicos e trabalhadores da Igreja assinaram uma declaração comprometendo a Igreja para trabalhar em favor dos pobres. Em 1986, Duvalier foi expulso do poder em uma revolta.

##### Paraguai
O Papa João Paulo II visitou o Paraguai em maio de 1988. Desde que o General Stroessner tomara o poder naquele país sul-americano através de um golpe de Estado em 1954, os bispos do Paraguai criticavam cada vez o regime de abusos dos direitos humanos, eleições manipuladas, e "economia feudal" do país. Era inegável o conflito entre igreja e o governo.
A visita do papa ao país foi um marco na história da ditadura no país. O governo de Stroessner temia uma revolta social incentivada pelas palavras de apoio do papa. Até mesmo a presença do Papa estava em dúvida, porque Stroessner havia suspendido a reunião com o evento chamado "Construtores da Sociedade". O Papa enviou uma mensagem ao governo de Stroessner, que sem nenhuma reunião com os "construtores" ele não visitaria o Paraguai. O governo preferiu atender o pedido do papa.
Durante a sua reunião privada com Stroessner, João Paulo II disse ao ditador: "A política tem uma dimensão ética fundamental, porque, antes de tudo é um serviço ao homem. A Igreja pode e deve lembrar aos homens — e, em especial, àqueles que governam — dos seus deveres éticos para o bem de toda a sociedade. A Igreja não pode ser isolada dentro de seus templos, assim como a consciência dos homens não pode ser isolada de Deus". Mais tarde, durante uma missa, o Papa João Paulo II criticou o regime que empobrece os camponeses e desempregados, afirmando que o governo deve dar às pessoas um maior acesso à terra. Embora Stroessner tivesse tentado impedir, o Papa João Paulo II se encontrou com líderes da oposição.

#### Papel na queda do comunismo

O presidente Ronald Reagan e sua esposa Nancy se encontram com o Papa, em 1982

Para o papa, o comunismo era uma tirania que derrubava a liberdade humana no qual as pessoas eram vistas como meros recursos a serem usados como o Estado entendesse. A primeira metade do seu pontificado ficou marcada pela luta contra o comunismo na Polônia e restantes países da Europa de Leste e do mundo. Muitos poloneses consideram que o marco inicial da derrocada comunista foi o discurso de João Paulo II em 2 de junho de 1979, quando falou a meio milhão de compatriotas em Varsóvia e destacou o trabalho do Solidariedade. "Sem o discurso de Wojtyła, o cenário teria sido diferente. O Solidariedade e o povo não teriam se sentido fortes e unidos para levar a luta adiante", acredita o escritor e jornalista Mieczylaw Czuma. "Foi o papa que nos disse para não ter medo". Dez anos depois, as eleições de 4 de junho de 1989 foram uma "revolução sem sangue" e encorajaram outros países do bloco comunista a se liberar de Moscou. A data tornou-se simbólica do fim do socialismo real. O movimento sindical Solidariedade, liderado por Lech Walesa, obteve a vitória nas primeiras eleições parcialmente livres de todo o bloco comunista.
João Paulo II foi creditado como sendo fundamental para derrubar o comunismo no Centro e Leste europeus, mesmo antes de ser papa, Wojtyła já tinha uma posição inflexível contra o regime comunista. Por ser a inspiração espiritual por trás de sua queda, e um catalisador para "uma revolução pacífica" na Polônia. Lech Wałęsa, o fundador do movimento sindical Solidariedade, creditou a João Paulo II a coragem dos poloneses de se levantarem. De acordo com Wałęsa, "Antes de seu pontificado, o mundo estava dividido em blocos. Ninguém sabia como se livrar do comunismo". Wałęsa afirma que o papa encorajou os poloneses a mudarem a situação.
Uma das primeiras coisas que Wojtyła fez ao ser eleito papa foi mandar uma mensagem aos poloneses: "quero muito estar com vocês no 900º aniversário do martírio de São Estanislau". São Estanislau é o padroeiro da Polônia e o aniversário de 900 anos de sua morte foi em 1979. Foi a primeira vez que um papa entrou em um país do bloco comunista. O dirigente soviético Leonid Brejnev ligou para a Polônia e ordenou que a visita fosse recusada. Mas os dirigentes do país deixaram que o papa fizesse a viagem, que durou oito dias. O papa foi recebido pelo refrão "queremos Deus" e o papa, gritava: "vocês precisam ser fortes com a força que vem da fé" e "não é preciso ter medo, as fronteiras têm de ser abertas". Calcula-se que, naquela semana, um de cada três poloneses viu o papa pessoalmente.

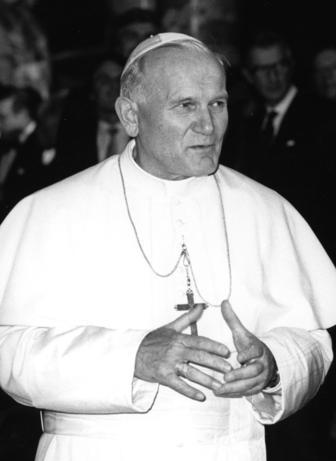
João Paulo II na Alemanha Ocidental em 1980

A Igreja Católica apoiou o movimento Solidariedade e, em janeiro de 1981, Wałęsa foi cordialmente recebido pelo Papa João Paulo II no Vaticano. O próprio Wałęsa sempre considerou o catolicismo como sua fonte de força e inspiração. Em 1983, na segunda viagem do papa para a Polônia, foi concedida uma audiência do papa com Wałęsa, nas Montanhas Tatra. Como resultado da reunião Wałęsa diminuiu sua atividade política para aliviar a situação interna na Polônia. Em agosto de 1983, a lei marcial que proibia o Solidariedade foi retirada e no mesmo ano Wałęsa recebeu o Nobel da Paz.
Segundo o ex-diretor da CIA e ex-embaixador dos EUA, general Vernon Walters, João Paulo II forneceu informações valiosas ao governo Reagan sobre a resistência polonesa. Um dos objetivos comuns do Vaticano e do governo norte-americano na época, era também desautorizar a Teologia da Libertação e desestabilizar o governo da Nicarágua sandinista.
A correspondência entre o ex-presidente Reagan e o Papa revelou um contínuo esforço para assegurar o apoio do Vaticano às políticas norte-americanas. Talvez o mais surpreendente, os documentos mostraram que, por volta de 1984, o Papa em um determinado momento não acreditava que o governo comunista polonês pudesse ser mudado. Richard Allen da Agência de Segurança Nacional que a aliança entre os Estados Unidos e o Vaticano era "uma das maiores alianças secretas de todos os tempos". A partir de 1981, o papa recebeu elementos da CIA no Vaticano pelo menos 15 vezes. Nesses encontros, João Paulo II recebia informações sobre estratégias dos Estados Unidos no mundo inteiro e passavam informações do serviço secreto, inclusive fotos de satélite da Polônia. Já o papa dava notícias de Wałęsa e do Solidariedade e transmitia dados coletados pela extensa rede de bispos e padres da Igreja Católica, que Allen comentaria que o serviço de inteligência do Vaticano como sendo de "primeira classe".
No dia 4 de junho de 1989, houve eleições para o senado na Polônia e pela primeira vez os poloneses tinham a chance de votar depois de quase meio século de ditadura comunista. O resultado das urnas foi que das 262 cadeiras do senado, 261 ficaram para o partido de oposição, o Solidariedade. O governo comunista cairia dois meses depois. Era o fim do comunismo na Polônia. "A culpa é da Igreja", disse o ditador derrotado, general Wojciech Jaruzelski. O primeiro ato do líder do Solidariedade, Lech Wałęsa, foi ir para Roma, para agradecer a João Paulo II.
Em dezembro de 1989, João Paulo II reuniu-se com o líder soviético Mikhail Gorbachev no Vaticano e cada um expressou o seu respeito e admiração para com o outro. No encontro o papa condenou o comunismo e criticou alguns pontos do capitalismo, pediu para o líder soviético que trabalhasse para uma maior integração da Europa e o fim da Guerra Fria. Gorbachev certa vez disse "O colapso da Cortina de Ferro teria sido impossível sem João Paulo II". No funeral de João Paulo II, Mikhail Gorbachev disse: "A devoção do Papa aos seus seguidores é um exemplo notável para todos nós".

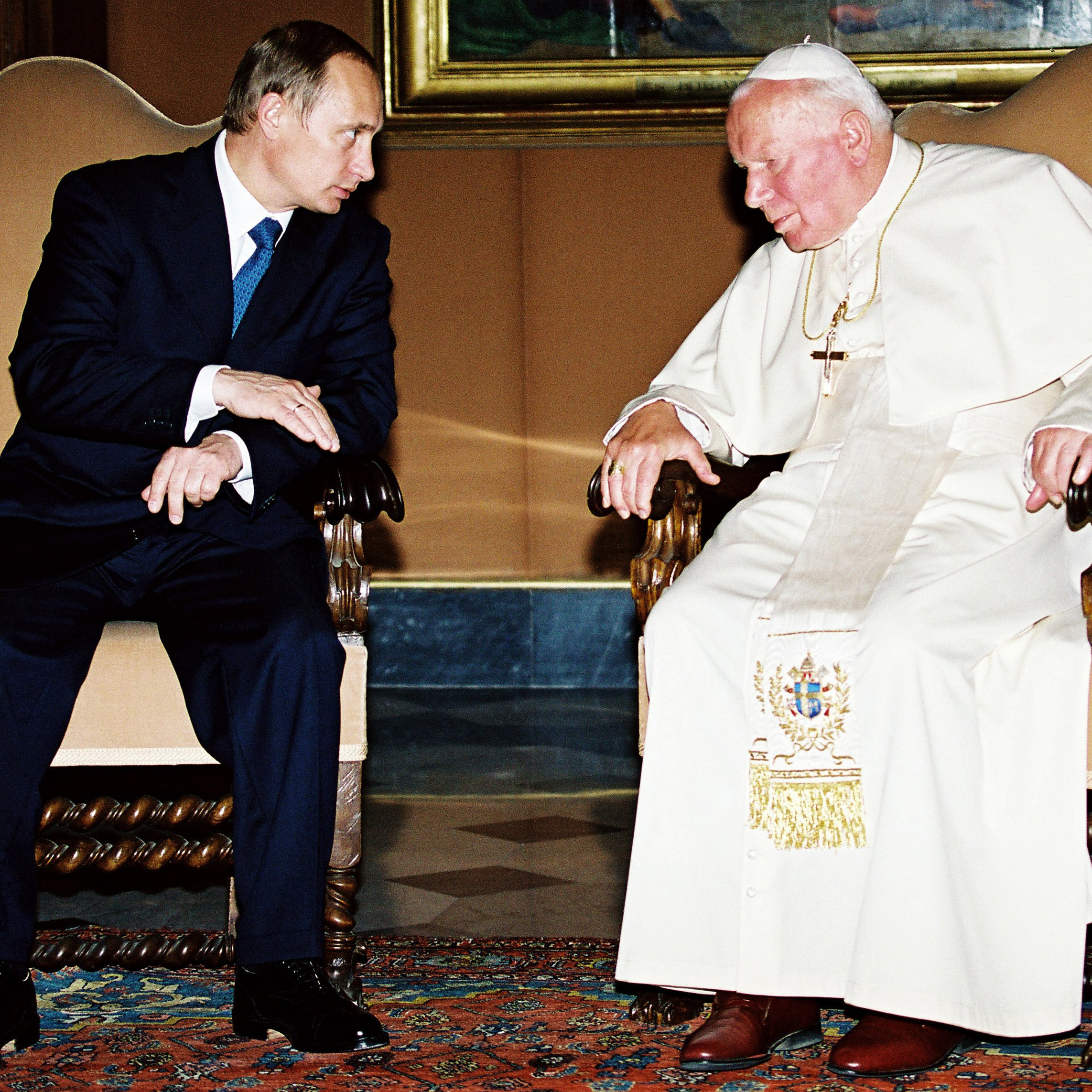
O presidente russo Vladimir Putin se encontra com o Papa João Paulo II

Em fevereiro de 2004, o Papa João Paulo II foi indicado para o Prêmio Nobel da Paz pelo seu trabalho na oposição ao comunismo, ajudando a remodelar o mundo.
O ex-presidente norte-americano George W. Bush presenteou o Papa com a Medalha Presidencial da Liberdade, a maior honraria civil dos EUA, durante uma cerimônia no Vaticano, em 4 de junho de 2004. O presidente leu a citação que acompanhou a medalha, que reconhecia o "filho desta Polônia" cujo "apoio aos princípios de paz e liberdade inspirou milhões e ajudou a derrubar o comunismo e a tirania". Depois de receber o prêmio, João Paulo II disse: "Que o desejo de liberdade, de paz e de um mundo mais humano simbolizados por esta medalha, inspire homens e mulheres de boa vontade em todo tempo e lugar".
Em relação à política mundial, pouco antes de sua morte, a BBC disse, referindo-se a uma frase de Mikhail Gorbachev: "O Papa — disse Gorbachev a sua esposa Raisa— é a autoridade moral mais importante do mundo e é eslavo". O entendimento entre as duas personalidades sem dúvida facilitou o caminho para a democracia no bloco oriental.
Nas palavras do General Wojciech Jaruzelski, último líder na Polônia comunista, a visita de João Paulo II à Polônia em 1979, foi o "detonador" das mudanças. Por ocasião de sua morte, o Presidente do Parlamento Europeu, o socialista Josep Borrell, que assistiu ao funeral na Santa Sé. Ele destacou que João Paulo II deixou um legado para o mundo com base nos valores da paz, amor e liberdade. Borrell sublinhou a importância da contribuição do Papa João Paulo II para a reunificação da Europa. Ele sublinhou o papel desempenhado pelo Papa na Polônia e na Europa Central e Oriental levando à queda do Muro de Berlim e lembrou da frase do Papa de que "a Europa deve respirar com os seus dois pulmões". O Presidente do Parlamento Europeu descreveu o Papa João Paulo II como "um grande homem e um grande europeu". O chanceler alemão, Gerhard Schröder, declarou que o Papa tinha "influenciado a integração pacífica da Europa em muitos aspectos. Por seus esforços e sua personalidade impressionante, mudou o nosso mundo".
Ele também enfatizou seu compromisso com os direitos humanos: "Seu compromisso como Pontífice não era apenas difundir o Evangelho, mas transformar o papado romano no porta-voz dos direitos humanos" —de acordo com um artigo da CNN, citando Marco Politi, autor do livro Sua Santidade.

### Visitas papais

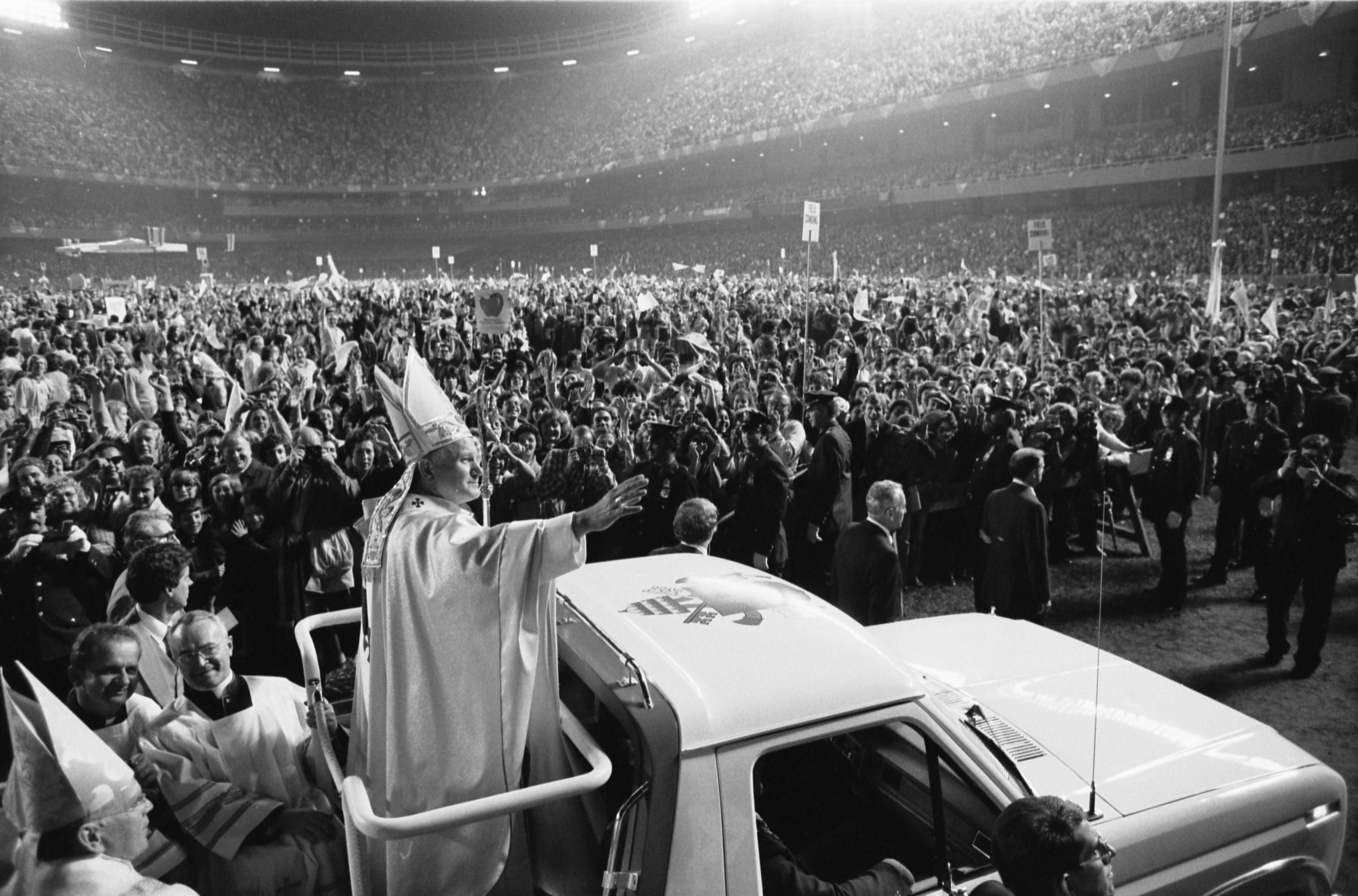
João Paulo II no Yankee Stadium, Nova Iorque, em outubro de 1979

Durante o seu pontificado, o papa João Paulo II viajou para 129 países, contabilizando mais de 1 700 000 quilômetros viajados, percorridos de avião, carro, navio e ferry boat. Ele consistentemente atraía grandes multidões em suas viagens, algumas contando entre as maiores já reunidas na história, como a do Jornada Mundial da Juventude de 1995, em Manila, nas Filipinas, que reuniu cerca de cinco milhões de pessoas, considerada uma das maiores reuniões de católicos já ocorrida. Estima-se que em seu pontificado quatrocentos milhões de pessoas o viram em Roma ou durante suas viagens e se reuniu com 738 chefes de Estado, entre eles 246 primeiros-ministros recebidos em audiência. Suas primeiras visitas oficiais foram para as Bahamas, República Dominicana, México e para a Polônia em 1979. Enquanto algumas de suas viagens (como a feita aos Estados Unidos e à Terra Santa) foram para lugares previamente visitados por Paulo VI, João Paulo II se tornou o primeiro papa a visitar a Casa Branca em outubro de 1979, onde foi recebido pelo presidente Jimmy Carter. Viajou para lugares que nenhum outro papa havia visitado antes, como o México, em janeiro de 1979, e a Irlanda, no mesmo ano. Foi ainda o primeiro papa a visitar o Reino Unido em 1982, onde se encontrou com a rainha Isabel II, Governadora Suprema da Igreja de Inglaterra.
Em 2000, foi o primeiro papa moderno a visitar o Egito, um país de maioria muçulmana, se encontrando com Muhammad Sayyid Tantawy, com o papa copta, Shenouda III, e o patriarca grego ortodoxo de Alexandria. Em março de 2000, ao visitar Jerusalém, se tornou o primeiro papa da história a visitar e rezar no Muro das Lamentações. João Paulo II foi o primeiro papa católico a visitar e rezar numa mesquita islâmica, em Damasco, na Síria, em 2001. Visitou a Mesquita dos Omíadas, uma antiga igreja cristã onde se acredita estar enterrado São João Batista, onde fez um discurso pedindo aos cristãos, muçulmanos e judeus que trabalhassem juntos. Em setembro de 2001, dez dias depois dos ataques de 11 de setembro, viajou ao Cazaquistão, onde foi recebido por uma audiência majoritariamente muçulmana, e para a Armênia, para participar da celebração dos 1 700 anos de cristianismo na nação.

### Documentos Pontifícios
Ao todo são 14 encíclicas escritas por João Paulo II ao longo do seu pontificado. Das 14 encíclicas, 13 são cartas encíclicas e uma, a "Slavorum Apostoli", de 1985, é uma epístola encíclica. Também escreveu 11 constituições apostólicas, 31 motu proprios, 45 cartas apostólicas, 2 bulas pontifícias. Com relação as exortações apostólicas, uma das páginas do website do Vaticano apresenta que o papa escreveu 14 exortações apostólicas, mas na página em que é possível acessar individualmente cada conteúdo constam 15 desses documentos.

### Consistórios
João Paulo II criou 231 cardeais em 9 consistórios. O papa nomeou alguns cardeais in pectore, que é uma categoria de cardeais que objetiva zelar da segurança dos religiosos que nela se inclui. Segundo o Código de Direito Canónico, enquanto o nome do ordenado permanecer oculto o indivíduo não terá os direitos ou os deveres que os cardeais possuem. O primeiro cardeal in pectore nomeado por Wojtyła foi Ignatius Kung Pin-mei, nomeado no primeiro consistório, em 1979, seu nome só foi revelado em 1991. No consistório de 1998, foram nomeados Marian Jaworski e Jānis Pujāts, seus nomes foram revelados no consistório seguinte, que ocorreu em 2001. Por fim, no último consistório de João Paulo II, em 2003, houve uma nomeação in pectore, mas o nome dele jamais foi revelado, portanto, não chegou a ser assumir como cardeal no papado de Wojtyła.

### Posições políticas e sociais

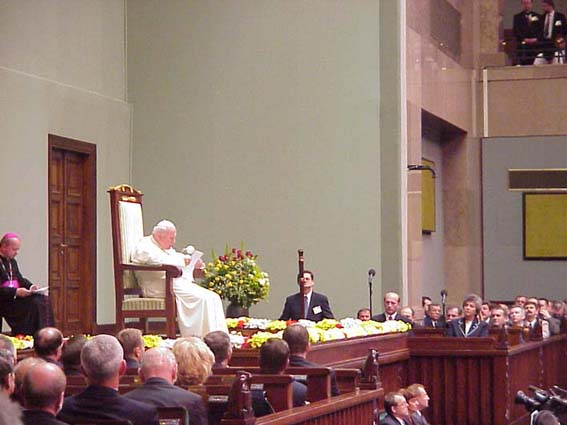
João Paulo II em visita ao Parlamento Polonês a 11 de Junho de 1999

João Paulo II foi considerado um conservador em doutrina e questões relacionadas com a reprodução e a ordenação de mulheres. Uma série de 129 palestras dadas por João Paulo durante as audiências às quartas-feiras em Roma, entre setembro de 1979 e novembro de 1984, foram mais tarde compiladas e publicadas em uma única obra, intitulada Teologia do Corpo, uma longa meditação sobre a sexualidade humana. O Papa condenou o aborto, a eutanásia e praticamente todos os usos da pena de morte, chamando isso de "cultura da morte". Ele fez campanha para a anulação da dívida mundial e também fez esforço pela justiça social.
O papa João Paulo II foi um adversário ferrenho do apartheid na África do Sul. Em 1985, enquanto visitava os Países Baixos, ele discursou condenando o apartheid no Tribunal Internacional de Justiça, dizendo que nenhum sistema de segregação seria aceitável. Em setembro de 1988, Wojtyła fez uma peregrinação a dez países sul-africanos, incluindo aqueles que fazem fronteira com a África do Sul, enquanto demonstrativamente evitou a África do Sul. Depois da morte de João Paulo II, tanto Nelson Mandela como o arcebispo Desmond Tutu elogiaram o papa por ter defendido os direitos humanos e condenado a injustiça econômica.

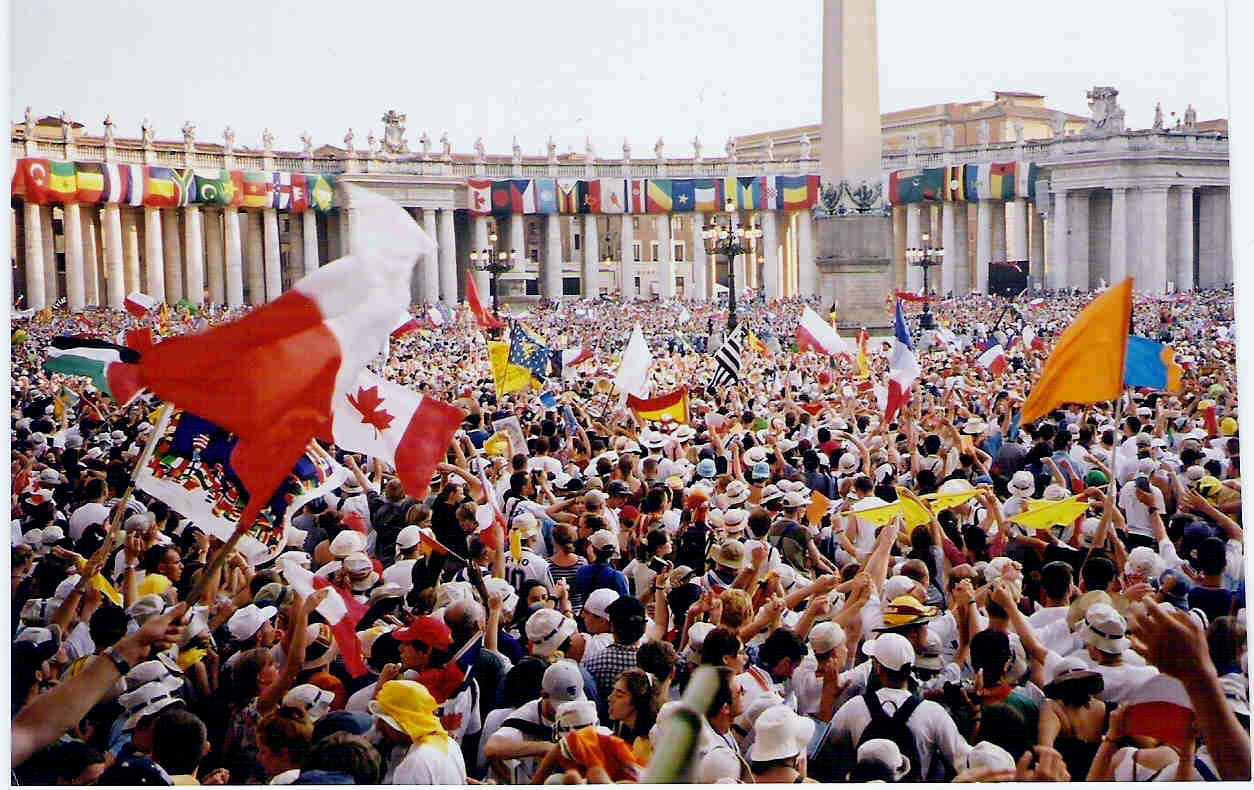
A Jornada Mundial da Juventude é um evento temático popular da fé católica internacional voltado para jovens, esse evento foi iniciado pelo Papa João Paulo II

João Paulo II tinha uma relação especial com a juventude católica e é conhecido por alguns como O Papa para a juventude. João Paulo II mostrou um carinho especial para os jovens desde seus primeiros dias do sacerdócio. O papa era a favor de programas especiais para crianças deficientes. Criou a Jornada Mundial da Juventude em 1984 com a intenção de aproximar os jovens católicos de todas as partes do mundo a se reunirem para celebrar a fé. Em 8 de agosto de 1995, João Paulo II denunciou o uso de crianças como soldados em conflitos, que essas crianças são seduzidas por promessas de comida e escolaridade, mas que acabam passando fome, maus-tratos, abusos e são incentivadas a matar. O papa também denunciou que as crianças são usadas para limpar campos-minados.
Em 22 de outubro de 1996, em um discurso para a seção plenária na Pontifícia Academia das Ciências, no Vaticano, o Papa João Paulo II disse da evolução que "esta teoria tem sido progressivamente aceita pelos pesquisadores, após uma série de descobertas em vários campos do conhecimento. A convergência, nem pensada, nem fabricada, dos resultados do trabalho que foi conduzido de forma independente é em si um argumento significativo em favor dessa teoria". Embora geralmente aceitando a teoria da evolução, João Paulo II fez uma grande exceção – a alma humana. "Se o corpo humano tem sua origem na vida material que preexiste, a alma espiritual é imediatamente criada por Deus". Quando João Paulo II citou essa frase ele fez menção para a encíclica Humani Generis do papa Pio XII, que foi a primeira encíclica a tocar no assunto aceitando a teoria de Darwin. O papa acreditava que que a teoria da evolução é praticamente um consenso entre os cientistas. O papa também criou, em 1982, a Pontifício Conselho para a Cultura, que tem como objetivo "o diálogo da Igreja com as culturas do nosso tempo", essa instituição já realizou congressos internacionais contando com a presença de cientistas de renome  para dialogar com filósofos e teólogos.
João Paulo II foi o primeiro líder mundial a descrever como genocídio o massacre de tutsis por hutus no país de maioria católica de Ruanda, que começou em 1990 e atingiu seu auge em 1994. Ele apelou para um cessar-fogo e condenou os massacres em 10 de abril e 15 de maio de 1990. em 1995, durante sua terceira visita ao Quênia, antes de uma audiência, João Paulo II pediu o fim da violência em Ruanda e Burundi, pedindo perdão e a reconciliação como uma solução para o genocídio.
Em 2003, tornou-se um proeminente crítico da Invasão do Iraque em 2003 liderada pelos EUA. Ele mandou o ex-Pró-Núncio Apostólico para os Estados Unidos Cardeal Pío Laghi para conversar com o presidente americano George W. Bush para expressar a oposição à guerra. João Paulo II disse que cabe para as Nações Unidas resolver os conflitos internacionais por meio da diplomacia e que uma agressão unilateral é um crime contra a paz e uma violação do direito internacional.

O papa João Paulo II, durante visita ao Brasil em 1981

João Paulo II criticou fortemente a aproximação da Igreja com o marxismo nos países em desenvolvimento, e em especial a Teologia da Libertação. Em 1984 e 1986, através do Cardeal Ratzinger, líder da Congregação para a Doutrina da Fé, João Paulo II oficialmente condenou vários aspectos da Teologia da libertação, especialmente proeminente na América do Sul. A tentativa de Óscar Romero, durante a visita de João Paulo II à Europa, de obter uma condenação para o regime de El Salvador, denunciado por violações dos direitos humanos e por sustentar o Esquadrão da Morte, foi um fracasso. Em sua viagem para Manágua, Nicarágua em 1983, João Paulo II duramente condenou o que ele apelidou de "Igreja popular" (i.e. "comunidades eclesiais de base" (CEBs) apoiado pelo CELAM), e tendências do clero nicaraguense, para apoiar a esquerda Sandinista, lembrando o clero das suas funções de obediência para com a Santa Sé. Durante essa visita Ernesto Cardenal, um padre e ministro no governo sandinista, ajoelhou-se para beijar a mão do Papa, João Paulo II levantou-o, lhe apontou o dedo, e disse: "Você deve endireitar a sua posição com a Igreja". Sua posição contra a Teologia da Libertação fez que o frei Leonardo Boff que defendia a Teologia deixasse de exercer suas funções de padre na Igreja, segundo Boff sobre o papa: "Este papa me perseguiu por anos. Não vou falar mais nada sobre ele enquanto ele estiver vivo".
O Papa reafirmou que os ensinamentos existentes da Igreja em relação aos transexuais, como a Congregação para a Doutrina da Fé, que ele supervisionou, deixando claro que os transexuais não poderiam servir em posições da Igreja. Enquanto que tomou uma posição tradicional sobre a sexualidade, defendendo a oposição moral da Igreja em relação ao casamento entre pessoas do mesmo sexo, o Papa afirmou que as pessoas com inclinações homossexuais possuem a mesma dignidade e direitos como todos os outros. Em seu último livro, Memória e Identidade, ele se referiu às "pressões" sobre o Parlamento Europeu para permitir o "'casamento' homossexual".

## Ensinamentos
Como papa, João Paulo II escreveu 14 encíclicas papais e ministrava regularmente em suas audiências.
Alguns elementos-chave de sua estratégia para "reposicionar a Igreja Católica" foram encíclicas como Ecclesia de Eucharistia, Reconciliatio et paenitentia e Redemptoris Mater. Em No início do novo milênio (Novo Millennio Ineunte), ele enfatizou a importância de "recomeçar a partir de Cristo": "Não, não seremos salvos por uma fórmula, mas por uma Pessoa." Em O Esplendor da Verdade (Veritatis Splendor), ressaltou a dependência do homem em relação a Deus e à Sua Lei ("Sem o Criador, a criatura desaparece") e a "dependência da liberdade na verdade". Advertiu que o homem, ao se entregar ao relativismo e ao ceticismo, busca uma liberdade ilusória, dissociada da própria verdade. Em Fides et Ratio (Sobre a Relação entre Fé e Razão), João Paulo II promoveu um renovado interesse pela filosofia e uma busca autônoma pela verdade em questões teológicas. Baseando-se em diversas fontes (como o tomismo), descreveu a relação de apoio mútuo entre Fé e Razão e enfatizou que os teólogos deveriam concentrar-se nessa relação. João Paulo II escreveu extensivamente sobre os trabalhadores e a doutrina social da Igreja, tema que abordou em três encíclicas: Laborem exercens, Sollicitudo rei socialis e Centesimus annus. Por meio de suas encíclicas e de várias Cartas Apostólicas e exortações, discutiu a Dignidade e a igualdade das mulheres. Defendeu a importância da família para o futuro da humanidade. Ensinou sobre a sexualidade no que ficou conhecido como a "Teologia do Corpo".

### Devoção pessoal
João Paulo II falou frequentemente sobre oração e devoção a Deus, devoção essa profundamente enraizada no Mistério da Santíssima Trindade. Papa Francisco inclui as reflexões de João Paulo sobre o Sagrado Coração de Jesus em sua análise histórica dessa devoção na Espiritualidade Católica, refletindo a lembrança pessoal de que o Sagrado Coração desempenhara papel em sua vida "desde minha juventude".

### Posicionamentos sociais e políticos
O amor a Deus e ao próximo definiu o pensamento social de João Paulo II. Nesse contexto, a realidade do Pecado humano impactou o mundo. Ele referia-se tanto ao "pecado pessoal" quanto ao "pecado social", por exemplo, em sua exortação apostólica pós-sinodal sobre reconciliação e penitência em 1984.
Foi considerado conservador em relação à Doutrina e a questões referentes à Reprodução sexual humana e à Ordenação de mulheres. Durante sua visita aos Estados Unidos em 1977, um ano antes de se tornar papa, Wojtyła afirmou: "Toda a vida humana, desde o momento da concepção e durante todas as etapas subsequentes, é sagrada."
Uma série de 129 palestras proferidas durante suas audiências de quarta-feira em Roma, entre setembro de 1979 e novembro de 1984, foram posteriormente compiladas e publicadas como obra única intitulada Teologia do Corpo, uma extensa meditação sobre a sexualidade humana. Estendeu essa abordagem à condenação do aborto, da eutanásia e, praticamente, de toda a pena capital, qualificando-os como parte de uma luta entre uma "Cultura da Vida" e uma "Cultura da Morte". Lutou pela anulação das dívidas mundiais e pela Justiça Social. Criou o termo "hipoteca social", que indicava que toda propriedade privada possui uma dimensão social, ou seja, que "os bens deste mundo são originalmente destinados a todos". Em 2000, endossou publicamente a campanha Jubileu 2000 em prol do Alívio da Dívida na África, liderada pelos astros do rock irlandeses Bob Geldof e Bono, interrompendo famosamente uma sessão de gravação do U2 ao telefonar para o estúdio e pedir para falar com Bono.
João Paulo II, presente e muito influente no Concílio Vaticano II, afirmou os ensinamentos desse Concílio e empenhou-se na sua implementação. Entretanto, seus críticos frequentemente desejavam que ele abraçasse uma agenda progressista, esperança decorrente das discussões conciliares, embora o Concílio não tenha defendido mudanças progressistas nessas áreas – continuando, por exemplo, a condenar o aborto como um crime imperdoável. João Paulo II manteve a posição de que a contracepção, o aborto e os atos homossexuais eram gravemente pecaminosos e, juntamente com Joseph Ratzinger (futuro Papa Bento XVI), inicialmente opôs-se à Teologia da Libertação.
Após a exaltação do ato conjugal – o relacionamento sexual entre um homem e uma mulher batizados no sacramento do matrimônio –, considerava que este era, em todos os casos, profanado pela contracepção, pelo aborto, pelo divórcio seguido de um "segundo" casamento e pelos atos homossexuais.

### Apartheid na África do Sul
João Paulo II foi um opositor contundente do Apartheid na África do Sul. Em 1985, durante visita aos Países Baixos, proferiu um discurso inflamado condenando o apartheid na Corte Internacional de Justiça, proclamando que "nenhum sistema de apartheid ou desenvolvimento separado será jamais aceitável como modelo para as relações entre povos ou raças." Em setembro de 1988, realizou uma peregrinação a dez países do Sul da África, inclusive aqueles que fazem fronteira com o país, evitando demonstrativamente a África do Sul. Durante sua visita ao Zimbabwe, pediu a imposição de sanções econômicas contra o governo sul-africano. Após seu falecimento, tanto Nelson Mandela quanto o arcebispo Desmond Tutu elogiaram o papa por defender os direitos humanos e condenar a injustiça econômica.

### Pena capital
Foi um opositor veemente da pena de morte, rompendo com os papas anteriores quanto à prática. Em uma missa papal em St. Louis, Missouri, nos Estados Unidos, afirmou:
"Um sinal de esperança é o reconhecimento crescente de que a dignidade da vida humana jamais deve ser retirada, mesmo no caso de alguém que cometeu grande mal. A sociedade moderna possui os meios para se proteger, sem negar definitivamente aos criminosos a chance de se reformarem. Renovo o apelo que fiz mais recentemente no Natal por um consenso para acabar com a pena de morte, que é cruel e desnecessária."
Durante essa visita, convenceu o então governador do Missouri, Mel Carnahan, a comutar a pena de morte do assassino condenado Darrell J. Mease para prisão perpétua sem possibilidade de liberdade condicional. Outras tentativas de comutar as sentenças de condenados à pena capital não tiveram êxito. Em 1983, durante visita à Guatemala, pediu sem sucesso ao presidente do país, Efraín Ríos Montt, que comutasse a pena de seis guerrilheiros de esquerda condenados à morte.
Em 2002, viajou novamente à Guatemala. Na época, o país era um dos únicos dois na América Latina (o outro era Cuba) a aplicar a pena capital. Solicitou ao presidente guatemalteco, Alfonso Portillo, uma moratória nas execuções.

### Ministério cristão
Em 1994, afirmou a falta de autoridade da Igreja para ordenar mulheres para o sacerdócio, argumentando que, sem essa autoridade, a ordenação não é legitimamente compatível com a fidelidade a Cristo. Tal posicionamento foi interpretado também como uma repudiação dos apelos para romper com a tradição histórica da Igreja.
Optou, ainda, por não abolir o celibato sacerdotal obrigatório, embora, em raras circunstâncias, tenha permitido que certos clérigos casados de outras tradições cristãs, que posteriormente se converteram ao catolicismo, fossem ordenados sacerdotes.

### Meio ambiente e ecologia

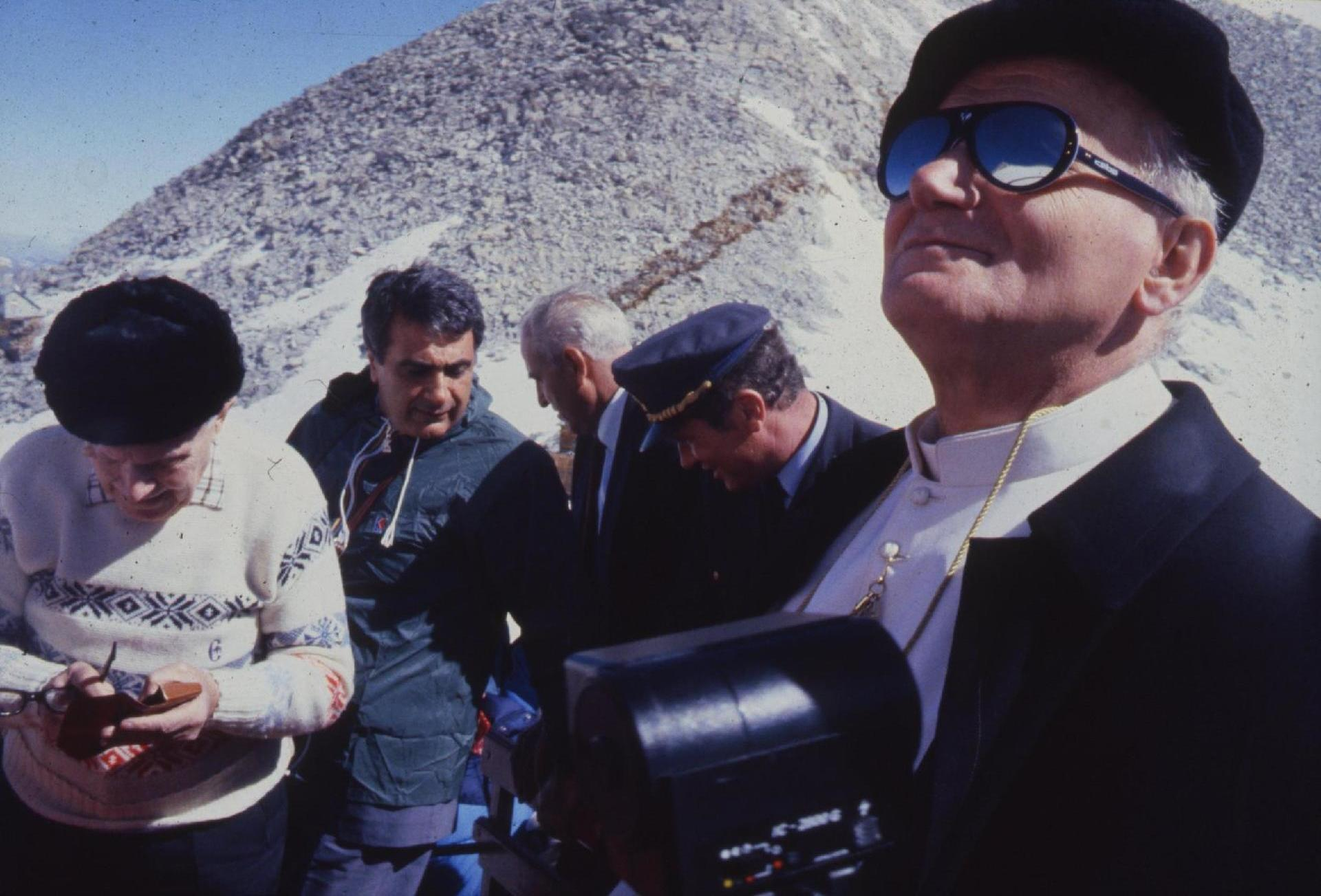
Papa João Paulo II no cume do Monte Adamello, nos Alpes Adamello-Presanella

Ensinou sobre a saúde ambiental da Terra, afirmando que "a humanidade desapontou as expectativas de Deus ... degradando aquele 'canteiro de flores' que é a terra, nossa morada". Sua frase e exortação, "conversão ecológica", utilizada em uma audiência geral no Vaticano em 2001, foi amplamente adotada, por exemplo, no Mandato para o Catholic Earthcare Australia, e nos escritos do Papa Francisco.

### União Europeia
Defendeu a inclusão de uma referência às raízes culturais cristãs da Europa no rascunho da Constituição Europeia. Em sua exortação apostólica de 2003, Ecclesia in Europa, escreveu que "respeitava plenamente a natureza laica das instituições". Contudo, desejava que a constituição consagrasse os direitos religiosos, reconhecendo o direito dos grupos religiosos de se organizarem livremente, a identidade específica de cada denominação e a possibilidade de um "diálogo estruturado" entre cada comunidade religiosa e a União Europeia (UE), estendendo a todo o bloco o status legal das instituições religiosas nos respectivos estados membros. João Paulo II afirmou: "Mais uma vez, desejo apelar àqueles que estão elaborando o futuro Tratado Constitucional Europeu para que ele inclua uma referência à religião e, em particular, ao patrimônio cristão da Europa." Esse desejo foi apoiado por representantes não católicos da Igreja da Inglaterra e das Igrejas Ortodoxas da Rússia, Romênia e Grécia. A exigência de incluir uma referência às raízes cristãs da Europa na Constituição da UE foi defendida, inclusive, por não católicos, como Joseph Weiler, judeu ortodoxo praticante e renomado jurista constitucional, que afirmou que a ausência de referência ao cristianismo na Constituição Europeia não era uma "demonstração de neutralidade", mas sim uma "atitude Jacobin".
Ao mesmo tempo, foi um entusiasta defensor da Integração Europeia; em especial, apoiou a entrada de sua Polônia natal no bloco. Em 19 de maio de 2003, três semanas antes de ocorrer um referendo na Polônia sobre a adesão à UE, o papa polonês dirigiu-se aos compatriotas e os incentivou a votar a favor da entrada da Polônia na UE na Praça de São Pedro, na Cidade do Vaticano. Embora alguns políticos conservadores e católicos na Polônia se opusessem à adesão, ele afirmou:
"Sei que há muitos que se opõem à integração. Aprecio a preocupação com a manutenção da identidade cultural e religiosa de nossa nação. No entanto, devo enfatizar que a Polônia sempre foi parte importante da Europa. A Europa precisa da Polônia. A Igreja na Europa precisa do testemunho de fé dos poloneses. A Polônia precisa da Europa."
O papa polonês comparou a entrada da Polônia na UE com a União de Lublin, assinada em 1569, que uniu o Reino da Polônia e o Grão-Ducado da Lituânia em uma única nação, criando uma monarquia eletiva.

### Evolução
Em 22 de outubro de 1996, em um discurso à sessão plenária da Academia Pontifícia de Ciências no Vaticano, João Paulo II afirmou sobre a Evolução que "essa teoria tem sido progressivamente aceita pelos pesquisadores, após uma série de descobertas em vários campos do conhecimento. A convergência, nem buscada nem fabricada, dos resultados de trabalhos conduzidos independentemente é, em si, um argumento significativo a favor desta teoria." A adesão de João Paulo II à evolução foi elogiada entusiasticamente pelo paleontólogo e biólogo evolucionista americano Stephen Jay Gould, com quem teve audiência em 1984.
Embora geralmente aceitasse a teoria da evolução, fez uma exceção importante — a alma humana — afirmando: "Se o corpo humano tem sua origem em material vivo que o precede, a alma espiritual é criada imediatamente por Deus".

### Guerra do Iraque
Em 2003, criticou a invasão do Iraque liderada pelos Estados Unidos, afirmando em seu discurso "Estado do Mundo": "Não à guerra! A guerra nem sempre é inevitável. Ela é sempre uma derrota para a humanidade". Enviou o Cardeal Pio Laghi, o ex-Pro-núncio Apostólico nos Estados Unidos, para conversar com George W. Bush, a fim de manifestar sua oposição à guerra. Afirmou que cabia às Nações Unidas resolver o conflito internacional por meio da diplomacia e que uma agressão unilateral é um Crime contra a Paz e uma violação do Direito internacional. A oposição à Guerra do Iraque fez com que fosse considerado candidato ao Prêmio Nobel da Paz de 2003, prêmio que acabou sendo concedido à advogada/juíza iraniana e defensora dos direitos humanos Shirin Ebadi.

### Teologia da libertação
Em 1984 e 1986, por meio do Cardeal Ratzinger (futuro Papa Bento XVI) como Prefeito da Congregação para a Doutrina da Fé, condenou oficialmente aspectos da Teologia da Libertação, que contava com muitos seguidores na América Latina.
Durante uma visita à Europa, o arcebispo salvadorenho Óscar Romero defendeu, sem sucesso, que o Vaticano condenasse o regime militar de direita de El Salvador, pelas violações dos direitos humanos durante a Guerra Civil de El Salvador e pelo apoio às Esquadrilhas da Morte. Embora tenha expressado sua frustração por trabalhar com clérigos que cooperavam com o governo, João Paulo II o incentivou a manter a unidade episcopal como prioridade.
Em sua viagem a Manágua, Nicarágua, em 1983, condenou severamente o que chamou de "Igreja popular", referindo-se às Comunidades Eclesiais de Base apoiadas pela Conferência Episcopal da América Latina e às tendências do clero nicaraguense de apoiar os Sandinistas, lembrando-o de seus deveres de obediência à Santa Sé. Durante essa visita, Ernesto Cardenal, padre e ministro no governo sandinista, ajoelhou-se para beijar sua mão. João Paulo retirou-a, apontou o dedo para o rosto de Cardenal e disse: "Você precisa acertar sua posição com a Igreja."
Contudo, em março de 1986, o Vaticano publicou uma Instrução sobre o tema na qual, embora advertisse contra reduzir "a dimensão salvífica da libertação à dimensão socioética que dela resulta", apoiava a "Opção Preferencial pelos Pobres", favorecida pelos teólogos da libertação, e descrevia as Comunidades Cristãs de Base por eles promovidas como "uma fonte de grande esperança para a Igreja". Algumas semanas depois, o próprio papa pareceu endossar o movimento ao escrever aos bispos brasileiros que, contanto que esteja em harmonia com o ensinamento da Igreja, "estamos convencidos, nós e vocês, de que a teologia da libertação não é apenas oportuna, mas útil e necessária. Ela deve constituir um novo estado — em estreita conexão com os anteriores — de reflexão teológica."

### Crime organizado
Foi o primeiro pontífice a denunciar a violência da Máfia no sul da Itália. Em 1993, durante uma peregrinação a Agrigento, na Sicília, apelou aos mafiosos: "Digo aos responsáveis: 'Converta-se! Um dia, o juízo de Deus chegará!'" Em 1994, visitou Catânia e exortou as vítimas da violência da Máfia a "levantarem-se e se revestirem de luz e justiça!"
Em 1995, a Máfia bombardeou duas igrejas históricas em Roma. Alguns acreditaram que essa ação representava a vendetta do grupo contra o papa por suas denúncias contra o crime organizado.

### Guerra do Golfo
Entre 1990 e 1991, uma coalizão de 34 nações liderada pelos Estados Unidos travou guerra contra o Iraque de Saddam Hussein, que havia invadido e anexado o Kuwait. João Paulo II foi um firme opositor da Guerra do Golfo. Ao longo do conflito, apelou à comunidade internacional para que cessasse a guerra e, após seu término, liderou iniciativas diplomáticas para negociar a paz no Oriente Médio. Em sua encíclica de 1991, Centesimus annus, condenou severamente o conflito:
"Não, nunca mais a guerra, que destrói a vida de pessoas inocentes, ensina a matar, lança ao caos até a vida daqueles que matam e deixa um rastro de ressentimento e ódio, tornando, assim, ainda mais difícil encontrar uma solução justa para os próprios problemas que provocaram a guerra."
Em abril de 1991, durante sua mensagem de Urbi et Orbi no domingo, na Basílica de São Pedro, pediu à comunidade internacional que "ouvisse o ouvido" para "as aspirações há muito ignoradas dos povos oprimidos". Nomeou especificamente os Curdos, um povo que lutava uma guerra civil contra as tropas de Saddam Hussein no Iraque, e referiu-se à guerra como uma "escuridão que ameaça a Terra". Durante esse período, o Vaticano expressou sua frustração com o fato de a comunidade internacional ignorar os apelos pela paz no Oriente Médio.

### Genocídio de Ruanda
Em 1990, durante a guerra civil entre Tutsis e Hutus no país predominantemente católico de Ruanda, pediu um cessar-fogo e condenou a perseguição aos tutsis. Em 1994, foi o primeiro líder mundial a condenar o massacre dos tutsis como um Genocídio. Em 1995, durante sua terceira visita ao Quênia diante de uma audiência de 300.000 pessoas, implorou pelo fim da violência em Ruanda e Burundi, instando pelo perdão e reconciliação como solução para o genocídio. Disse aos refugiados ruandeses e burundeses que "estava próximo deles e compartilhava sua imensa dor". Afirmou:
"O que está acontecendo em seus países é uma tragédia terrível que deve acabar. Durante o Sínodo Africano, nós, os pastores da Igreja, sentimos o dever de expressar nossa consternação e lançar um apelo pelo perdão e reconciliação. Esta é a única forma de dissipar as ameaças do etnocentrismo que pairam sobre a África atualmente e que afetaram tão brutalmente Ruanda e Burundi."

### Visões sobre a sexualidade
João Paulo II proferiu uma série de discursos sobre a sexualidade humana entre 1979 e 1984, intitulada Teologia do Corpo, na qual analisou o significado teológico do corpo, da sexualidade, do casamento, do celibato e da virgindade.
Em 1986, o Papa aprovou a divulgação de um documento da Congregação para a Doutrina da Fé intitulado Carta aos Bispos da Igreja Católica sobre o Cuidado Pastoral às Pessoas Homossexuais. Esse documento reafirma o ensino histórico da Igreja Católica sobre a homossexualidade, acompanhando instruções para o cuidado pastoral.
Em seu livro Memória e Identidade, referiu-se às "fortes pressões" do Parlamento Europeu para reconhecer uniões homoafetivas como um tipo alternativo de família, com direito à adoção de crianças. No livro, citado pela Reuters, escreveu: "É legítimo e necessário questionar se isto não é, talvez, parte de uma nova ideologia do mal, mais sutil e oculta, possivelmente destinada a explorar os próprios direitos humanos contra o homem e contra a família".

## Tentativas de assassinato

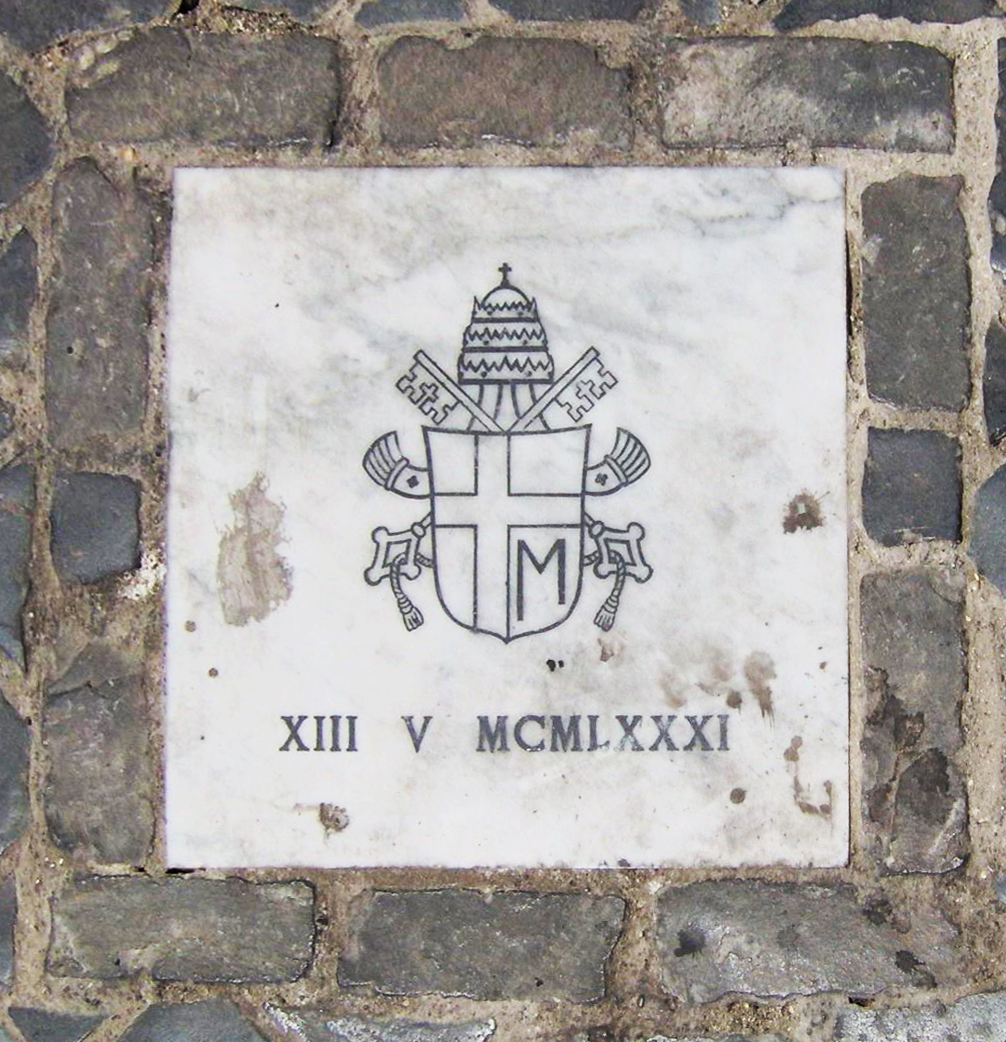
O local exato do atentando foi marcado no chão da Praça de São Pedro. Em uma rocha, estão o brasão de armas de João Paulo II e a data do atentado, em numerais romanos

Quando entrou na Praça de São Pedro para discursar para uma audiência em 13 de maio de 1981, João Paulo II foi baleado e gravemente ferido por Mehmet Ali Ağca, um perito atirador turco que era membro do grupo militante fascista Lobos Cinzentos. O assassino usou uma pistola semiautomática 9 mm Browning, atingindo-o no abdômen e perfurando seu cólon e intestino delgado várias vezes. Após os disparos o papa foi levado ao Palácio Apostólico para um primeiro diagnóstico. Uma vez medido o pulso e aferida a sua pressão ficou evidente que estava em perigo. Apesar de a bala não ter atingido nem a aorta abdominal nem a artéria mesentérica, o papa perdera quase três quartos de sangue, passando a sofrer um choque hemorrágico. João Paulo II foi levado às pressas para a Policlínica Gemelli. No caminho para o hospital, ele perdeu a consciência. Ele passou por cinco horas de cirurgia para tratar sua perda maciça de sangue e feridas abdominais. Os cirurgiões realizaram uma colostomia, reencaminhando temporariamente a parte superior do intestino grosso. Antes da operação o papa chegou a receber a unção dos enfermos de seu secretário. O Papa afirmou que Nossa Senhora de Fátima ajudou a mantê-lo vivo durante todo o seu calvário.
Eu poderia esquecer que o evento (Tentativa de assassinato de Ali Agca) na Praça de São Pedro teve lugar no dia e na hora em que a primeira aparição da Mãe de Cristo aos pastorinhos estava sendo lembrada por 60 anos em Fátima, Portugal? Mas em tudo o que aconteceu comigo naquele mesmo dia, senti que a proteção extraordinária maternal e cuidadosa, acabou por ser mais forte do que a bala mortal.
Internado de urgência na Policlínica Gemelli, o papa foi submetido a uma delicada cirurgia de mais de cinco horas, com extirpação de 55 centímetros de intestino. A 20 de junho, 17 dias depois de ter alta, é internado novamente na mesma clínica de Roma para ser tratado a uma infecção de citomegalovírus, ao qual contraiu na operação anterior, por meio de uma transfusão de sangue infectado.
Coincidentemente, os tiros disparados contra o Papa foram feitos no dia 13 de maio. Nessa data, em 1917, Nossa Senhora de Fátima teria feito a sua primeira aparição aos três pastorinhos. O Pontífice sempre afirmou que a Virgem Maria teria "desviado as balas" e salvado a sua vida nesse dia. Um ano depois, a 13 de maio de 1982, já recuperado, João Paulo II visita pela primeira vez o Santuário de Nossa Senhora de Fátima para agradecer à Virgem por tê-lo salvado. O Santo Padre ofereceu uma das balas que o atingiu ao Santuário. Essa bala foi posteriormente colocada na coroa da Virgem, onde permanece até hoje.
Em 2 de março de 2006 uma comissão parlamentar italiana, a Comissão Mitrokhin, criada por Silvio Berlusconi e dirigida pelo senador da Forza Italia, Paolo Guzzanti, concluiu que a União Soviética estava por trás do atentado contra a vida de João Paulo II, em retaliação ao apoio dado pelo Papa à organização Solidariedade, o movimento católico de trabalhadores pró-democracia. Segundo o documento, Moscou ficou alarmado porque "a Polônia era a principal base militar do Pacto de Varsóvia". João Paulo II teve um papel fundamental em eventos que acabariam levando à queda do Muro de Berlim, em 1989, e ao colapso do comunismo. O relatório italiano declarou que certamente os departamentos de segurança da Bulgária Comunista foram utilizados para evitar que fosse descoberto o papel da União Soviética. O relatório afirmou que a Inteligência militar soviética (Glavnoje Razvedyvatel'noje Upravlenije) — e não a KGB — foi responsável. O porta-voz do Serviço de inteligência das Relações Exteriores da Rússia, Boris Labusov, chamou a acusação de absurda. Embora o Papa tivesse declarado, durante uma visita em maio de 2002, para a Bulgária, que não acreditava que aquele país estivesse envolvido com a tentativa de assassinato, seu secretário, Cardeal Stanisław Dziwisz, alegou em seu livro A Life with Karol, que o Papa estava particularmente convencido que a ex-União Soviética estava por trás da tentativa de assassinato. Bulgária e Rússia contestaram as conclusões da comissão italiana, apontando que o Papa negou a conexão búlgara.
Ağca passou 19 anos em prisões italianas, sendo depois extraditado para a Turquia, onde foi condenado a prisão perpétua pelo assalto a um banco na década de 1970 e pelo assassinato de um jornalista em 1979, pena depois comutada para dez anos de prisão. Dois dias depois do Natal em 1983, João Paulo II visitou a prisão onde seu pretenso assassino estava sendo mantido. Os dois conversaram privadamente por 20 minutos.
A segunda tentativa de assassinato ocorreu em 12 de maio de 1982, apenas um dia antes do aniversário da primeira tentativa contra sua vida, em Fátima, Portugal quando um homem tentou esfaquear João Paulo II com uma baioneta. Ele foi parado por guardas de segurança, embora o Cardeal Stanisław Dziwisz mais tarde afirmou que João Paulo II tinha sido ferido durante a tentativa, mas conseguiu esconder uma ferida não fatal. A pessoa que atacou o Papa, o ex-padre tradicionalista espanhol chamado Juan María Fernández y Krohn, se opôs às mudanças causadas pelo Concílio Vaticano II, chamando o Papa de agente comunista de Moscou e de marxista do Bloco do Leste. Fernández y Krohn posteriormente deixou o sacerdócio Católico Romano e cumpriu três anos de uma pena de seis anos. O 'ex-padre' teve tratamento de doente mental e, em seguida foi expulso de Portugal, depois disso trabalhou como advogado na Bélgica. Ele foi preso novamente em julho de 2000 após escalar sobre a barricada de segurança no Palácio Real de Bruxelas, acusando o rei Juan Carlos de ter assassinado seu irmão mais novo, Alfonso, em 1956.
O Papa João Paulo II foi um dos alvos da Al-Qaeda, que financiou a operação Bojinka, durante uma visita as Filipinas em 1995. Outro objetivo do plano também era explodir 12 aviões e matar milhares de cidadãos dos Estados Unidos. Os idealizadores da operação foram Khalid Sheikh Mohammed e Ramzi Yousef, que já haviam participados de outros ataques terroristas, como o Atentado de 1993 ao World Trade Center e os Ataques de 11 de setembro de 2001. O primeiro plano era matar o Papa João Paulo II quando visitou as Filipinas, durante as celebrações da Jornada Mundial da Juventude de 1995. Em 15 de janeiro de 1995, um homem-bomba iria vestir-se como um sacerdote, enquanto João Paulo II passasse na carreata. O assassino planejava chegar perto do Papa e detonar a bomba. O assassinato planejado do Papa tinha a intenção de desviar a atenção da próxima fase da operação. Entretanto, um incêndio acidental chamou a atenção da polícia, e eles foram presos quase uma semana antes da visita do Papa.

## Saúde

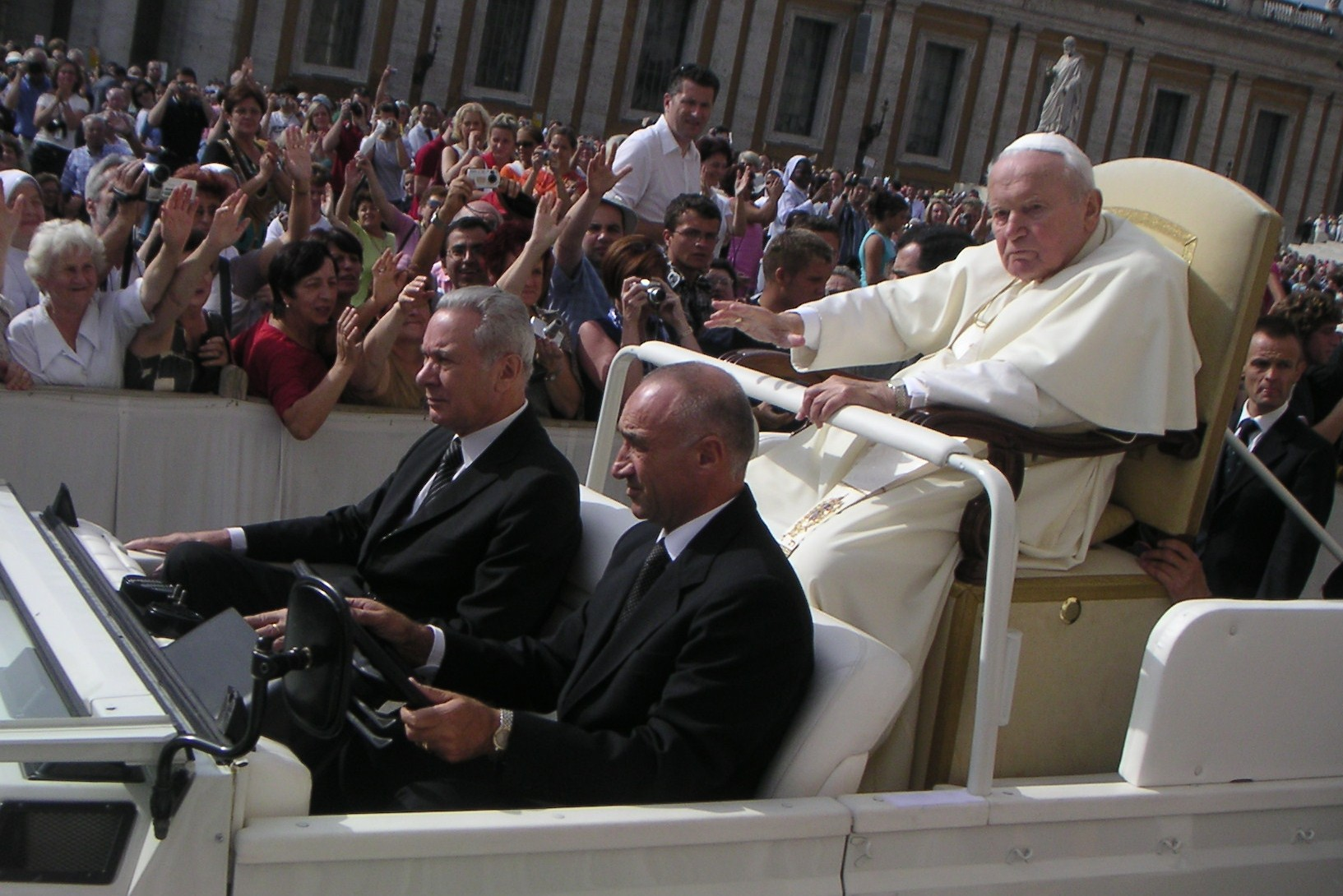
O Papa doente no papamóvel em 22 de setembro de 2004

Na década de 1940, antes do papado, ele sofreu dois acidentes, fraturou o crânio em um acidente e os ombros enquanto carregava um carrinho carregado de pedra, que o deixou com um ombro mais alto que o outro. Quando se tornou Papa em 1978, João Paulo II ainda era um ávido esportista. Aos 58 anos era extremamente saudável e ativo, fazia jogging nos Jardins do Vaticano, exercícios com pesos, natação, e caminhadas nas montanhas. Ele gostava de futebol. A mídia fazia comparações com a figura forte e saudável de João Paulo II com a saúde precária de João Paulo I e Paulo VI, a imponência de João XXIII e as reclamações constantes de Pio XII. O único Papa moderno que tinha uma boa aptidão física tinha sido o Papa Pio XI (1922–1939) que era um ávido alpinista.
João Paulo II recuperou-se totalmente da primeira tentativa de assassinato, e ostentou uma ótima condição física ao longo da década de 1980. Em 15 de julho de 1992, retirou um tumor benigno e 15 centímetros do intestino. Em novembro de 1993, ele escorregou em um pedaço de carpete recém-instalado e caiu vários degraus, fraturando o ombro direito. Quatro meses mais tarde, ele caiu na sua banheira, fraturando o fêmur, resultando numa visita à Policlínica Gemelli para uma substituição do quadril. Ele raramente andou em público após isso, e começou a ter a fala arrastada e dificuldade em ouvir. Suspeitava-se que o pontífice estivesse com a doença de Parkinson, embora tenha sido revelado apenas em 2001 pelo cirurgião ortopédico italiano, Dr. Gianfranco Fineschi. A administração do Vaticano finalmente confirmou a doença de Parkinson em 2003, depois de mantê-la em segredo por 12 anos.
O Dr. Gianfranco Fineschi tinha uma clara preocupação com a saúde do papa, ainda mais após o ano de 2000, ano em que a Igreja Católica comemorou o Grande Jubileu de 2000, quando a agenda do papa estava lotada de atividades e Fineschi disse que: "Fico muito preocupado cada vez que o Papa viaja, ou cada vez que se sente cansado durante uma cerimônia oficial. Eu deveria recomendar-lhe descanso, mas seria inútil. As operações às quais foi submetido e o mal de Parkinson têm feito com que ele sofra muito".
Em fevereiro de 2005, o pontífice foi novamente levado para a Policlínica Gemelli com inflamação e espasmos da laringe, resultado da gripe. Ele teve de voltar por causa da dificuldade em respirar. Foi realizada uma traqueostomia, que melhorou a respiração do Papa, mas limitou sua capacidade de falar, para sua frustração. O Vaticano confirmou que ele estava perto da morte em março de 2005, poucos dias antes de morrer. Nessa época chegou a correr boatos da renúncia do papa.

## Últimos dias, morte e funeral

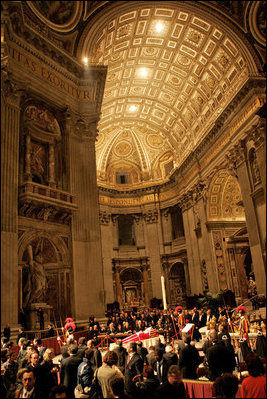
Funeral de João Paulo II na Basílica de São Pedro

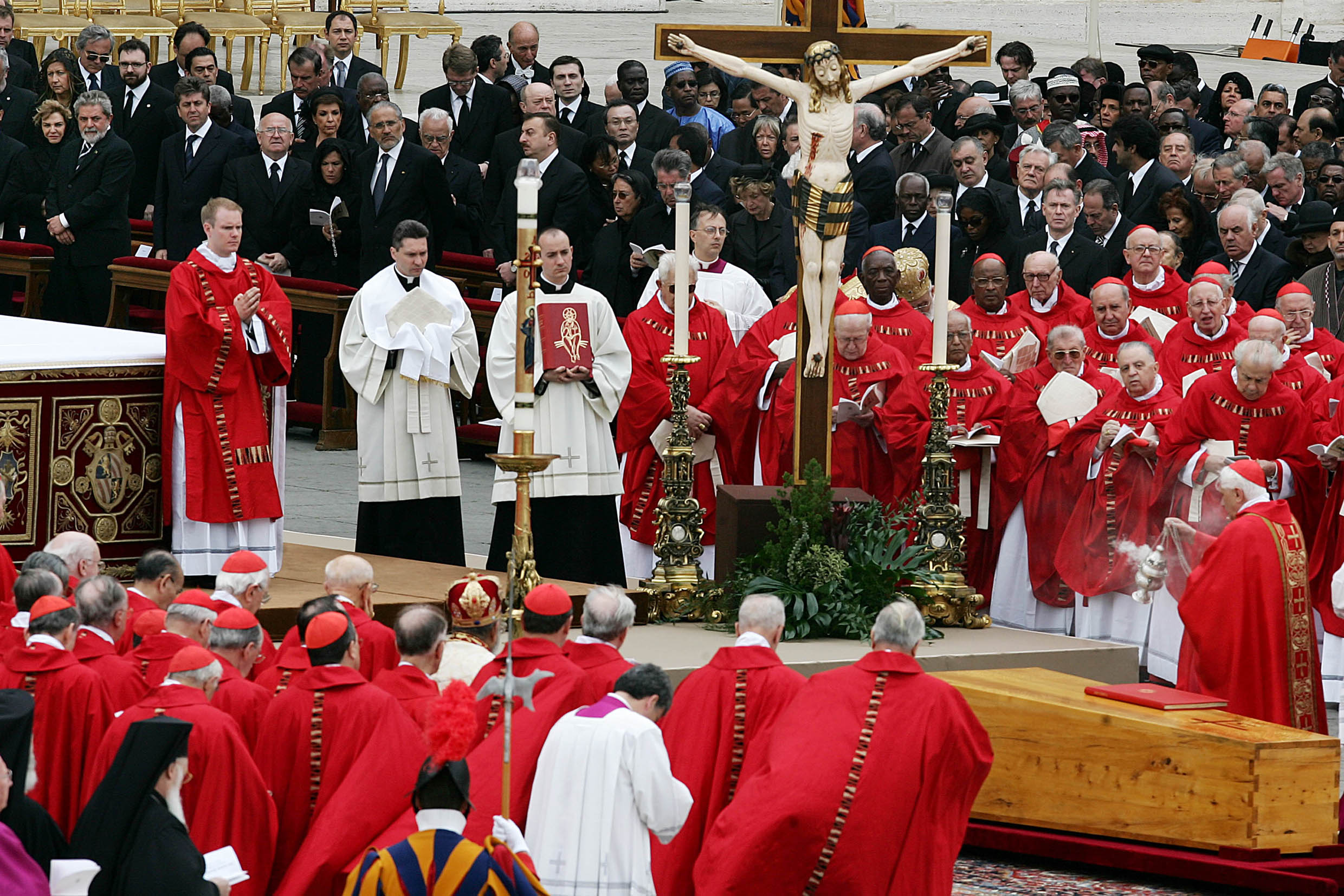
Funeral de João Paulo II. Presidido pelo futuro Bento XVI, em Roma

Já com a doença de Parkinson muito avançada, no dia 30 de março de 2005, surgiu à janela do seu escritório para tranquilizar os católicos, e já era muito evidente o seu estado extremamente debilitado. No último Domingo de Páscoa, o Papa ainda abençoou os fiéis, mas pela primeira vez no seu pontificado não conseguiu pronunciar a tradicional Urbi et Orbi.
Em 31 de março de 2005, após uma infecção do trato urinário, o Papa João Paulo II entrou em choque séptico, uma forma generalizada de infecção com febre muito alta e baixa pressão arterial, mas não foi levado para o hospital. Em vez disso, foi-lhe oferecido um acompanhamento por uma equipe de médicos na sua residência privada. Acreditou-se que isso era uma indicação para que as pessoas próximas do Papa acreditassem que ele estava se aproximando da morte. Mais tarde naquele dia, fontes do Vaticano anunciaram que João Paulo II havia recebido a unção dos enfermos por seu amigo e secretário Stanisław Dziwisz.
No sábado, 2 de abril de 2005, em torno das 15h30min no CEST, João Paulo II falou em polaco suas palavras finais, "pozwólcie mi odejść do domu Ojca", ("Deixe-me partir para a casa do Pai"), para seus assessores, e entrou em coma, cerca de quatro horas depois. Ele morreu em seu apartamento privado, às 21h37 CEST (19h37 UTC) de um choque séptico e de um colapso cardiovascular circulatório irreversível, 46 dias antes de completar 85 anos. João Paulo não tinha família por perto na época que quando ele morreu, e seus sentimentos são refletidos como ele escreveu em 2000, no final de sua última vontade e testamento:
Enquanto o fim de minha vida se aproxima, volto com minha memória ao começo, aos meus pais, ao meu irmão, à minha irmã (eu nunca a conheci porque ela morreu antes de meu nascimento), à paróquia de Wadowice, onde fui batizado, à cidade que amo, aos meus colegas, amigos da escola primária, escola secundária e da universidade, até a época da ocupação, quando era um operário, e então na paróquia de Niegowic, depois em São Floriano em Cracóvia, do ministério pastoral acadêmico, ao círculo de... a todos os círculos... de Cracóvia e a Roma... às pessoas que foram confiadas a mim de uma forma especial pelo Senhor.
O Testamento do Papa João Paulo II publicado em 7 de abril revelou que o pontífice ficaria contente de ser enterrado na Polônia, mas deixou a decisão final para o Colégio dos Cardeais, que preferiram enterrá-lo debaixo da Basílica de São Pedro, honrando o pedido do pontífice a ser colocado "em terra nua". Uma missa de réquiem em 8 de abril teve um número recorde de chefes de Estado presentes em um funeral. Foi o maior encontro único de chefes de Estado na história, superando os funerais de Winston Churchill (1965) e Josip Broz Tito (1980). Quatro reis, cinco rainhas, pelo menos 70 presidentes e primeiros-ministros, e mais de 14 líderes de outras religiões participaram juntamente com os fiéis. É provável que tenha sido a maior peregrinação do Cristianismo, com números estimados em mais de quatro milhões enlutados em Roma. Entre 250 000 e 300 000 pessoas assistiram ao evento de dentro dos muros do Vaticano.

O equilíbrio de sua vida do ponto de vista religioso e pessoal delineou o então Cardeal Ratzinger, futuro papa Bento XVI, no funeral de João Paulo II: "«Segue-me» (João 21:19), disse o Senhor ressuscitado para Pedro, como sua última palavra a este discípulo escolhido para apascentar o seu rebanho. 'Segue-me', esta palavra de Cristo pode ser considerada a chave para compreender a mensagem que vem da vida do nosso saudoso e amado papa João Paulo II". Desde o dia 2 de maio de 2011, seu corpo repousa na Capela de São Sebastião no Vaticano.

## Beatificação

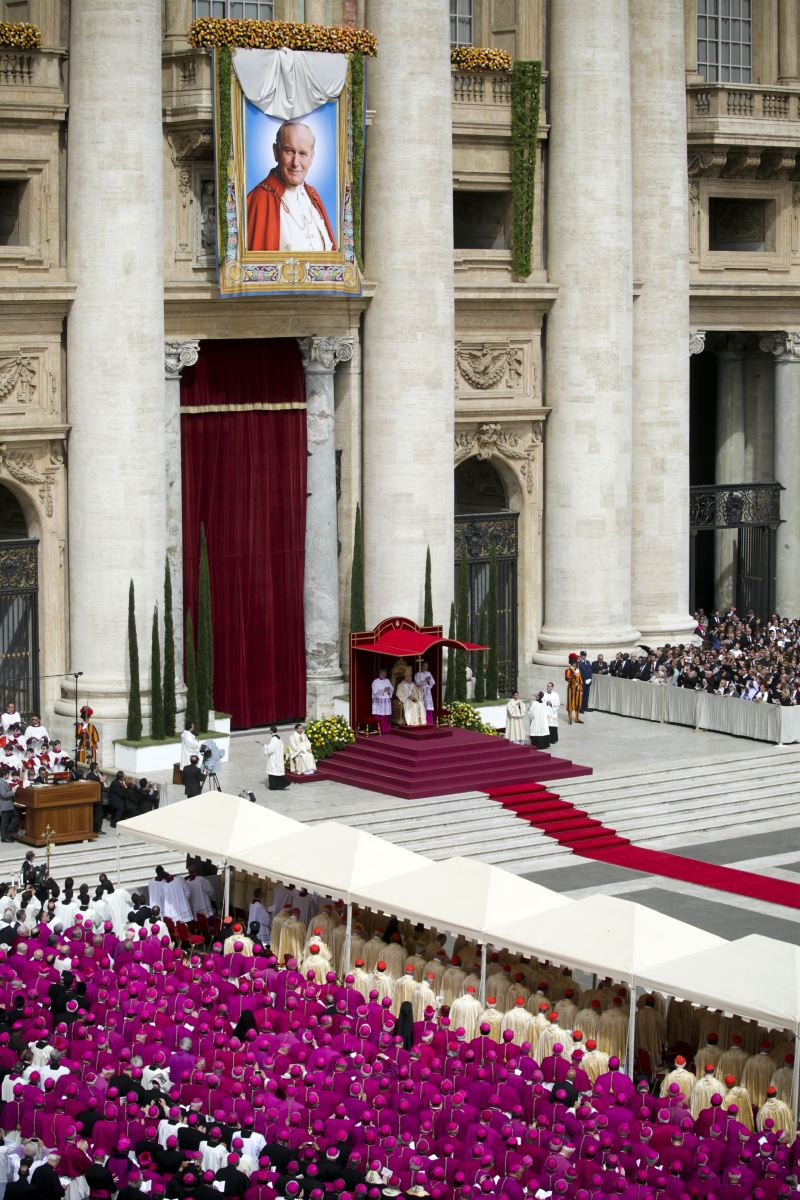
1,5 milhão de pessoas na Praça de São Pedro na cerimônia de beatificação de João Paulo II em 1 de maio de 2011 na Cidade do Vaticano

Inspirado por chamadas de "Santo Subito!" ("Santo Imediatamente!") das multidões que se reuniram durante o funeral, Papa Bento XVI iniciou o processo de beatificação de seu antecessor, ignorando a restrição normal que cinco anos devem se passar após a morte de uma pessoa antes de o processo de beatificação poder começar.
Em uma audiência com o Papa Bento XVI, Camillo Ruini, Vigário Geral da Diocese de Roma e o responsável pela promoção da causa de canonização de qualquer pessoa que morre dentro daquela diocese, citou "circunstâncias excepcionais" e sugeriu que o período de espera poderia ser dispensado. Esta decisão foi anunciada em 13 de Maio de 2005, a Festa de Nossa Senhora de Fátima e o 24º aniversário do atentado a João Paulo II na Praça de São Pedro.
Em 28 de maio de 2006, Bento XVI rezou uma missa na Polônia, para um público estimado em 900 000 pessoas. Durante a homilia, encorajou orações para a canonização precoce de João Paulo II e declarou que esperava que a canonização fosse acontecer "em um futuro próximo".
O seu processo de beatificação foi aberto em 28 de Junho do mesmo ano. No dia 19 de dezembro de 2009 o Papa Bento XVI proclamou-o "Venerável", ao promulgar o decreto que reconhece as virtudes heroicas do Servo de Deus João Paulo II, um importante passo dentro do processo de beatificação que fica aguardando a existência de um milagre realizado pela intercessão do papa polaco.
Foi relatado que a Irmã Marie Simon-Pierre vivenciou uma "cura completa e duradoura depois que membros de sua comunidade rezaram pela intercessão do Papa João Paulo II". Em maio de 2008, Irmã Marie-Simon-Pierre, então com 46 anos, voltou a trabalhar novamente em um hospital maternidade que é regido pela ordem religiosa à qual ela pertence.
No quarto aniversário da morte do Papa João Paulo, 2 de abril de 2009, o Cardeal Dziwisz disse aos repórteres que um suposto milagre havia ocorrido recentemente no túmulo do antigo Papa na Basílica de São Pedro. Um garoto polonês de nove anos de idade de Gdańsk, que sofria de câncer de rim e era completamente incapaz de andar, tinha ido visitar o túmulo de seus pais. Ao sair da Basílica de São Pedro, o menino disse-lhes: "Eu quero andar", e começou a andar normalmente.
Em 16 de novembro de 2009, um júri de revisores da Congregação para as Causas dos Santos votou em unanimidade que o Papa João Paulo II havia vivido uma vida de virtude. Em 19 de dezembro de 2009, Bento XVI assinou o primeiro de dois decretos necessários à beatificação e proclamou João Paulo II "Venerável", no reconhecimento de que viveu heroicamente uma vida virtuosa. A segunda votação e o segundo decreto assinado reconhecem a autenticidade de seu primeiro milagre (o caso da Irmã Marie Simon-Pierre, a freira francesa que foi curada da doença de Parkinson). Uma vez que o segundo decreto é assinado, o positio (o relatório sobre a causa, com a documentação sobre sua vida e seus escritos e com informações sobre a causa) é considerado como sendo completo. Ele poderia então ser beatificado.

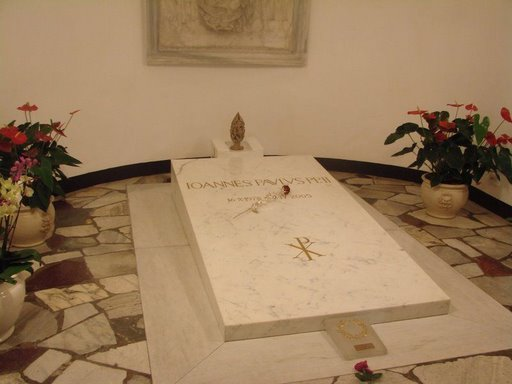
Túmulo que conteve os restos mortais de João Paulo II, até o dia 29 de abril de 2011

No dia 14 de janeiro de 2011, o Papa Bento XVI aprovou o decreto sobre um milagre atribuído ao Papa Wojtyła, permitindo a sua beatificação que aconteceu em Roma no dia 1 de maio de 2011, o Domingo da Divina Misericórdia. Desde junho de 2005 até abril de 2007, foi realizado inquérito diocesano principal romano em diversas dioceses sobre a vida, as virtudes e a fama de santidade e de milagres. Em vista da beatificação, a postulação da causa apresentou ao exame da Congregação para as Causas dos Santos a cura do Mal de Parkinson da Irmã Marie Simon Pierre Normand, religiosa do Institut des Petites Sœurs des Maternités Catholiques, foi relatado que ela vivenciou uma "cura completa e duradoura depois que membros de sua comunidade rezaram pela intercessão do Papa João Paulo II". Os peritos se manifestaram a favor da inexplicabilidade científica da cura e a Congregação para as Causas dos Santos emitiu uma sentença considerando milagrosa a cura da religiosa francesa, a seguir à intercessão de João Paulo II.
Seis anos após seu falecimento, no dia 1° de maio de 2011, às 10h37 (horário de Roma), sua beatificação foi proclamada pelo Papa Bento XVI. Ele, acolhendo o pedido do vigário de Roma, Agostino Vallini, leu a fórmula latina que incluiu o papa polaco entre os beatos. Seu processo de beatificação foi o mais rápido dos últimos 700 anos, sendo o processo de canonização mais rápido até hoje o de Santo António de Lisboa que foi canonizado apenas 11 meses após sua morte. A celebração de seu dia foi o dia 22 de outubro, aniversário de sua eleição ao pontificado.
A cerimônia foi acompanhada na Praça de São Pedro por mais de um milhão de pessoas, vindas de todos os continentes, com aplausos e cantos religiosos. Bento XVI celebrou a cerimônia - com paramentos que pertenceram a seu antecessor - acompanhado por cardeais presentes em Roma, como Stanisław Dziwisz e por Mieczysław Mokrzycki, ex-primeiro e segundo secretário particular de João Paulo II.
Bento XVI recebeu uma relíquia contendo o sangue de João Paulo, que lhe foi entregue por Marie Simon Pierre Normand. O milagre com que foi tocada a religiosa foi um dos fatores decisivos para a beatificação de João Paulo II. Bento XVI também declarou que o processo de beatificação foi acelerado devido à grande veneração popular por Woijtila.

## Canonização
Em abril de 2013, uma comissão de médicos consultada pela Congregação para as Causas dos Santos aprovou o segundo milagre atribuído ao beato João Paulo II, necessário no processo de canonização: a cura de uma mulher na noite de sua beatificação, em maio de 2011. No primeiro momento não eram conhecidos mais detalhes desta cura e o processo, segundo o jornal italiano La Stampa, que estava sendo realizado em segredo. Esse é o segundo milagre, o primeiro tornou-o beato, mas para tornar alguém santo o Vaticano precisa reconhecer dois milagres. Faltava então o aval dos teólogos e a autorização do Papa Francisco.
Em 2 de julho de 2013, a comissão de cardeais e bispos da Congregação aprovaram a atribuição do segundo milagre ao beato João Paulo II. No mesmo mês a Igreja Católica na Costa Rica apresentou Floribeth Mora Diaz como sendo a mulher que foi curada de um aneurisma cerebral por um milagre atribuído ao papa João Paulo II. O milagre aconteceu em maio de 2011, quando após Floribeth ter acordado e ter visto uma revista com uma notícia sobre a beatificação de João Paulo II, ela ouviu uma voz que disse "Levanta-te, não tenhas medo" e a partir daí ela se sentiu curada.
A cerimônia de canonização deu-se dia 27 de abril de 2014, dia em que foi comemorada a festa da Divina Misericórdia, estabelecida por João Paulo II. Neste mesmo dia, também foi canonizado o Papa João XXIII, numa cerimônia conjunta celebrada pelo Papa Francisco e concelebrada pelo Papa emérito Bento XVI.

## Reconhecimento póstumo
Desde a morte de João Paulo II, um número de clérigos do Vaticano, bem como leigos de todo o mundo, começaram a se referir ao Papa como "João Paulo II o Grande". De acordo com  Stephen Weeke da NBC, por causa da "a amplitude, a profundidade e o impacto de um papado tão grande e de uma vida visivelmente santa provavelmente verão esse homem na história como "São João Paulo, o Grande", tornando-se popular, assim como é o caso de grandes líderes da história (por exemplo, Alexandre III da Macedônia ficou popularmente conhecido como Alexandre o Grande). Os três Papas que hoje são conhecidos como "Grande", são São Leão, o Grande, cujo pontificado se estendeu de 440 – 461, responsável por impedir que Átila, o Huno tomasse e incendiasse Roma; São Gregório, o Grande, 590 – 604, do qual deriva o termo Canto Gregoriano; e São Nicolau, o Grande 858–867.
Seu sucessor, Papa Bento XVI, referiu-se a ele como "O grande Papa João Paulo II" em seu primeiro endereço na loggia da Igreja de São Pedro, e o Cardeal Angelo Sodano também se referiu a ele como "o Grande" em sua homilia escrita e publicada da Missa de Exéquias.
Desde sua homilia no funeral do Papa João Paulo, o Papa Bento XVI continuou a se referir a João Paulo II como "o Grande". Durante a XX Jornada Mundial da Juventude na Alemanha, em 2005, Bento XVI, falando em polonês, língua materna de seu antecessor, disse: "Como o Grande Papa João Paulo II diria: deixem a chama da fé viva em suas vidas e em seu povo." Em maio de 2006, Bento XVI visitou a Polônia. Durante a visita, ele repetidamente fez referências ao pontífice chamou de "Grande João Paulo" e "Meu grande predecessor".
Vários locais foram nomeados para homenagear o papa, como a Península Ioannes Paulus II na Antártica. Na Polônia um aeroporto foi renomeado para Aeroporto Internacional São João Paulo II de Cracóvia-Balice. Em Ponta Delgada, em Açores, há o Aeroporto João Paulo II que é uma homenagem a passagem do papa, na data de 11 de maio de 1991. Em Curitiba há o Bosque Papa João Paulo II em homenagem ao papa e a imigração polonesa no Brasil. Na Polônia a Universidade Católica de Lublin foi renomeada para Universidade Católica João Paulo II de Lublin.

## Críticas
Em 1988, quando o Papa João Paulo II foi fazer um discurso ao Parlamento Europeu, o então líder do Partido Unionista Democrático e membro da Igreja Presbiteriana Livre de Ulster, Ian Paisley, gritou: "eu o denuncio como o anticristo!" e levantou uma bandeira vermelha onde estava escrito "Papa João Paulo II ANTICRISTO". Os eurodeputados expulsaram-no da câmara. O Papa continuou com seu discurso após Paisley ter sido expulso.
Sua defesa de visões conservadoras sobre questões ligadas à sexualidade, à eutanásia e ao papel da mulher na sociedade. A revista Time comentou que seu próprio comportamento por ocasião de sua agonia contradisse sua pregação sobre o prolongamento artificial da vida. Muitos ativistas dos direitos dos gays e outros criticaram-no por manter intacta a oposição da Igreja com respeito ao comportamento homossexual e ao casamento entre pessoas do mesmo sexo. Sua condenação do uso de preservativos mesmo para prevenção de doenças sexualmente transmissíveis, como a AIDS, e como contracepção em famílias pobres e já numerosas. A reafirmação de doutrinas tradicionais contra a ordenação de mulheres, a contracepção, a Teologia da Libertação, o homossexualidade e casamento homossexual, eutanásia, e o aborto em todos os casos.
Também encontrou objeções sobre suas frequentes viagens, que teriam deixado a estrutura administrativa da Igreja desamparada em várias crises importantes, além de serem causa de alta despesa para os locais visitados, embora muitas vezes grande parte das despesas tenham sido pagas por empresas patrocinadoras. Teólogos dissidentes protestaram contra o processo de sua beatificação, baseados no argumento de que suas declarações e atitudes sobre vários pontos eram contrárias aos requisitos formais.
Extremistas hindus alegaram que as instituições e programas benemerentes da Igreja espalhados pelo mundo eram uma fachada para buscar a conversão de populações não católicas.
Foi acusado ainda de acobertar o envolvimento do Vaticano em escândalos financeiros que ligavam o Banco do Vaticano com o Banco Ambrosiano a grupos de crime organizado como a máfia e a Cosa nostra, a loja maçônica Propaganda Due e de proteger sistematicamente o principal articulador dessas ligações, o arcebispo Paul Marcinkus, que saiu livre de acusações. Marcinkus é descrito como controverso, inclusive é relacionado o seu envolvimento nas teorias da conspiração envolvendo a morte do Papa João Paulo I, pois havia o temor que o antecessor de Wojtyła iria tornar público os documentos que seriam provas de que o Vaticano estava envolvido numa fraude financeira. Nesse sentido, teoriza-se que João Paulo II não teria se envolvido mais por temer a sua própria vida. Após o escândalo, foram anunciadas novas normas de transparência, entre elas o desaparecimento de contas numeradas, condições mais rígidas para abrir uma conta individual, o fim das relações com bancos off-shore ou a obrigação de apontar as operações suspeitas à Autoridade de Informação Financeira. O banco está sob a supervisão de uma comissão de cardeais.

### Abuso sexual de menores por membros da Igreja Católica
Sua posição nos escândalos sexuais envolvendo clérigos, pois 1978 a abril de 2002, o papa havia evitado qualquer referência pública à epidemia global de abuso sexual por seus padres e membros das ordens católicas, além de alguns comentários oblíquos. Ele falara em março de 2002 de "uma sombra sombria de suspeita" lançada sobre os sacerdotes "por alguns de nossos irmãos que traíram a graça da ordenação" e sucumbiu às "formas mais deploráveis do mistério do mal que opera no mundo". Segundo especialistas, João Paulo II tinha conhecimento que sacerdotes abusavam sexualmente de crianças, fatos que foram acobertados pelo Vaticano. No entanto, os que defendem João Paulo II afirmam que, embora seus auxiliares possivelmente soubessem dos casos, não os levavam ao pontífice, que achava que as acusações fariam parte de um complô contra a igreja, como as que as autoridades comunistas da Polônia faziam durante a Guerra Fria. Em 2001, o sumo pontífice fez um pedido de desculpas aos danos causados às vítimas de abuso sexual por parte de alguns religiosos na Oceania, segundo o religioso "O abuso sexual dentro da Igreja é uma contradição profunda do ensino e do testemunho de Jesus Cristo".
Em abril de 2002, João Paulo II, apesar de estar debilitado pela doença de Parkinson, convocou todos os cardeais norte-americanos ao Vaticano para discutir possíveis soluções para a questão do abuso sexual na Igreja Católica nos Estados Unidos. Ele pediu que eles "investigassem diligentemente as acusações". João Paulo II sugeriu que os bispos americanos sejam mais abertos e transparentes ao lidar com tais escândalos e enfatizou o papel do treinamento no seminário para prevenir desvios sexuais entre os futuros padres. No que o New York Times chamou de "linguagem extraordinariamente direta". De acordo com o jornalista Jason Berry, em matéria ao The Nation os escândalos de abusos sexuais são a maior crise interna da história católica moderna. O teólogo Richard McBrien, então professor da Universidade de Notre Dame afirmou que os escândalos são a maior crise da Igreja Católica desde a Reforma do século XVI.
Críticas foram feitas na forma como o papa agiu em relação ao criminoso padre mexicano Marcial Maciel, fundador dos ultraconservadores Legionários de Cristo, que cometeu vários abusos sexuais contra noviços. O papa foi acusado de ignorar as acusações contra Maciel. Embora o então porta-voz Joaquín Navarro-Valls tenha dito que o processo no caso das alegações de pedofilia contra o padre Maciel havia sido iniciado durante o papado de João Paulo II e só foi concluído em 2006, no papado de Bento XVI, o Vaticano ordenou em 2006 que Maciel deixasse de exercer o ministério para seguir "uma vida de oração e penitência". Marcial Maciel nunca foi castigado, nem como predador sexual, nem sob qualquer outra das acusações contra ele; foi apenas afastado. Os últimos anos da sua vida, sem arrependimento nem desculpas, foram passados numa luxuosa villa pertencente à Legião de Cristo, em Jacksonville, nos EUA.
Dois filhos adultos de Maciel também se apresentaram, alegando incesto. Em uma ação sem precedentes na história da igreja moderna, Bento XVI ordenou uma investigação de toda a ordem religiosa. Desde então, o Vaticano assumiu o controle da Legião em uma espécie de administração judicial. O autor George Weigel que entrevistou João Paulo II várias vezes sugere que o papa tinha informações "inadequadas" e que o religioso teria sido "mal servido por associados e subordinados que deveriam estar mais atentos às implicações do culto à personalidade [de Maciel]…. Apesar das implicações negativas da reputação de João Paulo, que alguns de seus críticos rapidamente desenharam, o que estava em ação nesse caso escandaloso era o engano a serviço do mysterium iniquitatis".
Em 2004, João Paulo II nomeou Bernard Francis Law como Arcipreste da Basílica Papal de Santa Maria Maior em Roma. Law tinha anteriormente renunciado ao cargo de Arcebispo de Boston em 2002, em resposta a casos de abuso sexual da Igreja Católica, após ter sido revelado que tinha acobertado numerosos abusos sexuais cometidos por padres na sua arquidiocese, pago às vítimas para se manterem em silêncio e transferido os culpados para outras paróquias. Law manteve-se no cargo até novembro de 2011, quando atingiu o limite de idade. "Os sobreviventes da violência sexual infantil em Boston, que foram primeiro traídos pelo acobertamento de crimes sexuais por parte de Law e depois duplamente traídos pela sua subsequente promoção a Roma, foram os mais prejudicados", declarou Joelle Casteix, da Rede dos Sobreviventes dos Abusados pelos Sacerdotes (Survivors Network of those Abused by Priests - SNAP).

### Controvérsias sobre o Opus Dei
João Paulo II foi criticado por seu apoio à prelatura Opus Dei e pela canonização, em 2002, de seu fundador, Josemaría Escrivá, a quem chamou de "o santo da vida ordinária". Outros movimentos e organizações religiosas da Igreja passaram a ficar sob sua proteção, como a Legião de Cristo, o Caminho Neocatecumenal, a Schoenstatt e o Movimento Carismático, entre outros. Além disso, foi acusado reiteradamente de agir com condescendência em relação a eles, especialmente no caso de Marcial Maciel, fundador dos Legionários de Cristo.
Em 1984, João Paulo II nomeou Joaquín Navarro-Valls, membro do Opus Dei, como Diretor da Assessoria de Imprensa do Vaticano. Um porta-voz do Opus Dei afirmou que "a influência do Opus Dei no Vaticano tem sido exagerada". Dos quase 200 cardeais da Igreja Católica, apenas dois são conhecidos por serem membros do Opus Dei.

### Escândalo do Banco Ambrosiano
João Paulo II foi acusado de ter ligações com o Banco Ambrosiano, um banco italiano que colapsou em 1982. No cerne do fracasso do banco estava seu presidente, Roberto Calvi, e sua participação na ilegal Loja maçônica Propaganda Due (também conhecida como P2). O Banco do Vaticano era o principal acionista do Banco Ambrosiano, e a morte de João Paulo I em 1978 é supostamente ligada ao escândalo Ambrosiano.
Calvi, frequentemente referido como "o Banqueiro de Deus", também esteve envolvido com o Banco do Vaticano e era próximo do bispo Paul Marcinkus, presidente do banco. O Ambrosiano também forneceu fundos para partidos políticos na Itália, para a ditadura Somoza na Nicarágua e para a oposição Sandinista. Tem sido amplamente alegado que o Banco do Vaticano forneceu dinheiro para a Solidariedade na Polônia.
Calvi utilizou sua complexa rede de bancos e empresas no exterior para transferir recursos para fora da Itália, inflacionar os preços das ações e contrair empréstimos maciços sem garantia. Em 1978, o Banco da Itália publicou um relatório sobre o Ambrosiano que previa um desastre futuro. Em 5 de junho de 1982, duas semanas antes do colapso do Banco Ambrosiano, Calvi havia escrito uma carta de alerta a João Paulo II, afirmando que tal evento iminente "provocaria uma catástrofe de proporções inimagináveis na qual a Igreja sofreria o mais grave dano". Em 18 de junho de 1982, o corpo de Calvi foi encontrado pendurado em andaimes sob a Ponte Blackfriars no distrito financeiro de Londres. As roupas de Calvi estavam recheadas de tijolos e continham dinheiro no valor de US$ 14 000, distribuído em três moedas diferentes.

### Problemas com os tradicionalistas
Além de todas as críticas dos defensores da modernização, alguns católicos tradicionalistas também o denunciaram. Entre as questões, estavam a exigência do retorno à Missa Tridentina, bem como a repudiação das reformas instituídas após o Concílio Vaticano II, como o uso da língua vernácula no antigo Rito Romano, o ecumenismo e o princípio da liberdade religiosa. Em 1988, o controverso arcebispo tradicionalista Marcel Lefebvre, fundador da Sociedade de São Pio X (1970), foi excomungado por João Paulo II devido à ordenação não autorizada de quatro bispos, que o cardeal Ratzinger classificou como um "ato cismático".

### Religião e AIDS
João Paulo II continuou a tradição de defender a Cultura da Vida. Em solidariedade à Humanae Vitae do Papa Paulo VI, rejeitou o controle de natalidade artificial, inclusive o uso de preservativos para prevenir a disseminação da AIDS. Críticos afirmaram que famílias numerosas, decorrentes da ausência de contracepção, agravam a pobreza e os problemas do Terceiro Mundo, como o fenômeno das crianças de rua na América do Sul. João Paulo II argumentou que a forma adequada de prevenir a disseminação da AIDS não seria o uso de preservativos, mas sim "a prática correta da sexualidade, que pressupõe castidade e fidelidade". O argumento do papa consiste em que a necessidade de métodos artificiais de controle natal é, por si só, artificial, e que o princípio de respeitar a sacralidade da vida não deve ser comprometido para alcançar o bem de prevenir a AIDS.[carece de fontes?]

### Programas sociais
Houve forte crítica ao papa devido à controvérsia em torno do suposto uso de programas sociais beneficentes como meio de converter pessoas do Terceiro Mundo ao catolicismo. O papa provocou alvoroço no subcontinente indiano quando sugeriu que uma grande colheita de fé seria testemunhada na região durante o terceiro milênio cristão.

### Regime militar argentino
João Paulo II endossou o cardeal Pio Laghi, que, segundo críticos, teria apoiado a Guerra Suja na Argentina e mantido relações amistosas com os generais argentinos da ditadura militar, chegando a disputar partidas de tênis regularmente com o representante da Marinha na junta, o almirante Emílio Eduardo Massera.

### Ian Paisley
Em 1988, enquanto João Paulo II proferia um discurso no Parlamento Europeu, Ian Paisley, líder do Partido Unionista Democrático e Moderador da Assembleia Geral da Igreja Presbiteriana Livre de Ulster, exclamou: "Eu te denuncio como o Anticristo!" Ele ergueu uma faixa vermelha com a inscrição "Papa João Paulo II ANTICRISTO". Otto von Habsburg (o último Príncipe Herdeiro da Áustria-Hungria), Membro do Parlamento Europeu pela Alemanha, agarrou a faixa de Paisley, rasgou-a e, juntamente com outros deputados, ajudou a expulsá-lo da sessão. O papa continuou com seu discurso após a expulsão de Paisley.

### Aparições de Međugorje
Diversas citações sobre a resposta da Igreja Católica às aparições de Međugorje, em Bósnia e Herzegovina, foram atribuídas a João Paulo II. Em 1998, quando um certo alemão reuniu várias declarações supostamente feitas pelo papa e pelo cardeal Ratzinger, encaminhando-as ao Vaticano na forma de um memorando, Ratzinger respondeu por escrito em 22 de julho de 1998: "A única coisa que posso dizer a respeito das declarações sobre Međugorje atribuídas ao Santo Padre e a mim é que elas são [frei erfunden], completa invenção". Alegações semelhantes foram também reprovadas pelo Secretariado de Estado do Vaticano.

### Controvérsia sobre a beatificação
Alguns teólogos católicos discordaram da proposta de beatificação de João Paulo II. Onze teólogos dissidentes, incluindo o professor Jesuíta José María Castillo e o teólogo italiano Giovanni Franzoni, afirmaram que sua postura contrária à contracepção e à ordenação de mulheres, bem como os escândalos ocorridos na Igreja durante seu pontificado, apresentavam "fatos que, segundo suas consciências e convicções, deveriam ser um obstáculo à beatificação". Alguns católicos tradicionalistas se opuseram à sua beatificação e canonização devido às suas visões sobre a liturgia e à participação em orações com inimigos da Igreja, hereges e não-cristãos.
Após o relatório de 2020 acerca do tratamento das denúncias de má conduta sexual contra Theodore McCarrick, alguns chegaram a pedir que a santidade de João Paulo II fosse revogada.

## Pedidos de desculpas
João Paulo II pediu desculpas aos judeus, Galileo, mulheres, vítimas da Inquisição, muçulmanos mortos pelos Cruzados, e quase todos que sofreram nas mãos da Igreja Católica ao longo dos anos. Mesmo antes de se tornar o Papa, ele era um editor proeminente e apoiador de iniciativas como a Carta de Reconciliação dos Bispos Poloneses para os Bispos Alemães [en] de 1965. Como Papa, ele fez oficialmente desculpas públicas para mais de 100 desses delitos.
O papa pediu desculpas, inclusive, pelo papel da Igreja Católica em muitos eventos históricos como o processo legal sobre o cientista e filósofo italiano Galileo Galilei, ele próprio um católico devoto, em torno de 1633. Onde disse "Galileu, fiel e sincero, mostrou-se mais perspicaz do que seus adversários teólogos". Wojtyła também citou os povos nativos das Américas, ao qual, pediu desculpas pelos "desatinos" dos missionários, como também, com o envolvimento de católicos com a escravidão africana, além do papel da Hierarquia da Igreja nas execuções na fogueira e as guerras religiosas que se seguiram à Reforma Protestante. Também foram pedidas desculpas com relação a inatividade e o silêncio de muitos católicos durante o Holocausto. Em 2000, em uma viagem a Israel, ele pediu publicamente o perdão pelos pecados dos católicos romanos ao longo dos tempos, incluindo os erros infligidos a judeus, mulheres e minorias. Em 2001, o papa pediu desculpas pelas "vergonhosas injustiças cometidas contra os povos indígenas" na Austrália, Nova Zelândia e nas ilhas do Pacífico Sul, por uma série de delitos, incluindo abuso sexual. Também pediu desculpas à China pelos erros dos missionários na época colonial.
Também pediu desculpas aos cristãos ortodoxos. Um exemplo de desculpas para com os ortodoxos ocorreu em 2001, em que João Paulo II se encontrou com Cristódulo de Atenas, líder da Igreja Ortodoxa Grega, em Atenas. Na ocasião Cristódulo leu uma lista de "13 ofensas" da Igreja Católica contra a Igreja Ortodoxa desde o Grande Cisma, incluindo o saque de Constantinopla pelos cruzados (1204), e reclamou pela falta de um pedido de desculpas da Igreja Católica Romana. O papa se desculpou, ao que Cristódulo imediatamente aplaudiu.
O papa também pediu desculpas com relação às injustiças cometidas contra as mulheres, a violação dos direitos das mulheres e para com a difamação histórica das mulheres (10 de julho de 1995, em uma carta para "todas as mulheres"). Sobre as mulheres, admitiu que "não poucos" membros do clero foram culpados de discriminação, e disse, "pelo que ofereço sinceras escusas".

## Vida pessoal
Em 1973, quando ainda era o arcebispo de Cracóvia, Karol Wojtyła fez amizade com uma filósofa polonesa, mais tarde americana, Anna-Teresa Tymieniecka. A amizade de trinta e dois anos durou até sua morte. Durante esses anos de amizade também houve uma colaboração acadêmica entre os dois. Ela serviu como anfitriã quando ele visitou a região da Nova Inglaterra nos EUA, em 1976. Fotos os mostram juntos em viagens de esqui e acampamentos. As cartas que ele escreveu para ela faziam parte de uma coleção de documentos vendidos em 2008 para a Biblioteca Nacional da Polônia. De acordo com a BBC, a biblioteca inicialmente manteve as cartas longe da vista do público, em parte por causa do processo de canonização de João Paulo II, mas um funcionário da biblioteca anunciou em fevereiro de 2016 que as cartas seriam tornadas públicas. Em fevereiro de 2016, o programa de documentários da BBC, Panorama, informou que João Paulo II, aparentemente, teve um relacionamento próximo com a filósofa nascida na Polônia. A dupla trocou cartas pessoais ao longo de 30 anos, e segundo o escritor e apresentador Edward Stourton acredita que Tymieniecka confessou seu amor por Wojtyła. Para a correspondente do The Guardian, Stephanie Kirchgaessner, não há indicação de que o ex-papa tenha tido uma relação sexual com Anna-Teresa Tymieniecka ou que tenha quebrado seu voto de celibato. O Vaticano negou veementemente que o ex-pontífice quebrou seu voto de celibato. Tymieniecka também negou qualquer relacionamento romântico.
Os escritores Carl Bernstein, jornalista investigativo do caso Watergate, e o especialista em Vaticano, Marco Politi, entrevistaram Anna-Teresa Tymieniecka na década de 1990 sobre sua importância na vida de João Paulo. Eles a entrevistaram e dedicaram 20 páginas a ela em seu livro de 1996 Sua Santidade.